# Parco regionale del Conero
Il parco regionale del Conero è un'area naturale protetta delle Marche istituita nel 1987 che si estende sul promontorio omonimo, in provincia di Ancona. La vegetazione mediterranea dona al monte il caratteristico colore verde scuro e brillante. Uno degli alberi più diffusi è il corbezzolo; il nome Conero deriva dal nome in greco antico del corbezzolo: 'κόμαρος (kómaros).

## Storia del Parco

### Il dibattito che ha condotto all'istituzione

#### I primi passi
L'idea di un'area protetta del Conero nasce con il convegno tenuto nel 1970 "Conero: suoi valori, problemi e prospettive", organizzato da Italia Nostra e dedicato alla salvaguardia del territorio e delle sue ricchezze. Nel 1976 la provincia di Ancona, in occasione della scadenza del suo consorzio con lo Stato per il rimboschimento del Monte, trasmette una proposta di legge alla Regione Marche per l'istituzione di un Parco, senza però ottenere risultato.
Tre anni più tardi, nel 1973, associazioni ambientaliste e Partito Radicale propongono di nuovo l'istituzione del parco con la prima legge di iniziativa popolare delle Marche: vengono raccolte 6197 firme, molte più del necessario. Nel febbraio del 1980, al momento di discuterne in Regione, inizia però un lungo travaglio che vedrà manifestazioni e cortei delle due fazioni anti-parco e pro-parco. Vi si oppongono gli speculatori, i cacciatori, ma anche coloro che credono che, per tutelare l'ambiente, non serva necessariamente un parco; dall'altra parte ci sono le associazioni ambientaliste: Italia Nostra, Legambiente, LIPU, WWF, Archeoclub e il circolo naturalistico anconitano "Il Pungitopo". In questo contesto anche i partiti politici sono divisi e il ministro per gli affari regionali Carlo Vizzini non approva la legge istitutiva del parco rinviandola alla Regione Marche per vizi di forma, suscitando ulteriori polemiche.

#### Espansione turistica incontrollata
Mentre si discute, progetti con forte impatto ambientale rischiano di danneggiare seriamente l'ambiente del promontorio marchigiano:
- il cosiddetto "maxialbergo" del Poggio, 25.000 metri quadrati al posto di prati e bosco (per protesta si svolge una fiaccolata per le vie del centro di Ancona)[5];
- la cabinovia diretta alla spiaggia di Mezzavalle[6]
- la funivia dal Passetto a Portonovo e a Sirolo, per complessivi 20 chilometri;
- il Lago Grande di Portonovo da trasformare in porto turistico, proposta, come la precedente, dell'Azienda di Soggiorno[7];
- un villaggio turistico a Sirolo di 46.000 metri cubi in una zona soggetta a vincolo paesistico[8];
- uno sbancamento abusivo a Monte Colombo, di 8.000 metri quadrati[9].
- la variante della strada provinciale del Conero, unico progetto della serie che poi viene effettivamente realizzato[10].

Queste ed altre proposte sono volte ad uno sfruttamento turistico intensivo, poco rispettoso della natura e delle tradizioni locali, e suscitano pertanto animate proteste da parte degli ambientalisti. Inoltre, già negli anni precedenti lo sviluppo turistico incontrollato della costa del Conero aveva arrecato danni ingenti all'ambiente: nei primi anni '60, i laghi di Portonovo erano stati oggetto di interramenti per realizzare alcuni parcheggi e un campeggio, tra il Lago Grande e il mare erano stati costruiti vari edifici impedendo l'ingresso delle onde e infine la celebre Fonte di Portonovo era stata distrutta per fare posto ad un albergo.
Un esempio di cosa potrebbe succedere in assenza della tutela garantita da un parco è ciò che accade a Numana; si è ancora nel pieno degli anni del boom edilizio delle case per vacanza e in questo comune dal 1961 al 1971 le abitazioni erano aumentate del 120% per costruire doppie case. Nel maggio del 1985 viene arrestato il sindaco della cittadina per tangenti legate alle concessioni edilizie. Le nuove edificazioni erano state realizzate senza acqua potabile, senza un efficiente rete di fognature (ad ogni pioggia si verificavano allagamenti), senza marciapiedi, senza zone verdi e costruendo persino sulla spiaggia: al posto di un lungomare solo villette e parcheggi.

#### La prima marcia sul Conero e l'istituzione del parco
Nel 1984 viene organizzata la prima grande marcia dalle associazioni naturalistiche, al fine di chiedere l'istituzione del Parco, visto come unica garanzia per poter tutelare un territorio che si sta aprendo ad un turismo irrispettoso e speculativo; la manifestazione, che ha molto seguito, è contrastata dai cittadini sirolesi contrari all'istituzione del parco, che danno vita ad una contro-manifestazione; il giorno successivo, i giornali parlano di "paura del parco"; il mondo politico, diviso anch'esso tra pro- ed anti-parco, è comunque spronato ad attivarsi con sollecitudine.
Franco Tassi, al convegno "Conero, un parco, perché?", dichiara: Il parco è soprattutto scelta di civiltà. La costa marchigiana è di 173 chilometri e la linea del Conero di venti: il 10%. Dovremmo vergognarci di stare a porci il problema se proteggere quest'ultimo pezzo di costa adriatica. 
Il 17 marzo 1987 la legge che istituisce il Parco regionale del Conero viene finalmente approvata, ma non finiscono i problemi: la gestione del Parco è affidata a un consorzio di provincia, comuni e associazioni, i quali però rimettono in discussione la legge. Solo nel 1991 il Consorzio del Parco regionale del Conero diventa operativo, riunendo il primo Consiglio Direttivo. Nel 2006 il Consorzio viene sostituito dall'Ente Parco Regionale del Conero.

### Dopo l'istituzione ancora marce e mobilitazioni

La seconda marcia per il Parco del Conero

#### La seconda e la terza marcia
Nel 1988 e poi ancora nel 1992 in Regione viene messa in discussione e poi approvata la proposta di ridurre di tre quarti la superficie del Parco: da 5800 ettari ad appena 1350, in modo da permettere la caccia nei territori rimasti al di fuori; in entrambi gli anni le associazioni naturalistiche organizzano manifestazioni per scongiurare quello che sentivano come un serio pericolo alla tutela del territorio: sono le marce Salviamo insieme il Parco del Conero e Uniti per il parco. Il parco poi resta con la superficie originaria.

#### La quarta marcia
Nel 1994 le associazioni naturalistiche di nuovo si sentono costrette a scendere in piazza: nonostante il parco sia già istituito e funzionante, lungo un sentiero ufficiale che conduce alle scogliere sottostanti percorrendo le valli di Pietralacroce (quello della Scalaccia) un rudere viene abbattuto e al suo posto viene costruita una abitazione, con regolare licenza rilasciata dal Comune di Ancona; la trasformazione in strada carrabile del sentiero e le recinzioni sono giudicati inaccettabili dalle associazioni, che marciano con lo slogan Perché il parco sia di tutti fino all'edificio contestato, dove Franco Tassi porta la sua esperienza di lotta alle abitazioni abusive, in qualità di presidente del Parco Nazionale d'Abruzzo. In questo caso, il risultato immediato ottenuto è quello di permettere comunque il transito pubblico sul sentiero, ma anche quello di destare l'attenzione sui problemi delle recinzioni, della chiusura dei sentieri e della ricostruzione dei ruderi di case coloniche, tutte cose ormai non più permesse nella nuova variante del Piano del Parco.

#### La questione di Mezzavalle
Nel 2003 il Comune di Ancona elabora un piano per la spiaggia di Mezzavalle che prevede attrezzature e un pontile per l'attracco di imbarcazioni. Con lo slogan Un paradiso da non perdere, in pochi giorni nasce un comitato per contrastare il progetto "volto a modificare l'attuale assetto della “spiaggia libera” di Mezzavalle per il suo maggior sfruttamento a fini turistici"; il comitato, con varie azioni di mobilitazione e, con una popolarissima raccolta di 15.000 firme, ottiene quanto si proponeva. Il comune di Ancona, infatti, ritira il suo piano e di conseguenza, Mezzavalle resta una spiaggia completamente libera.

#### La quinta marcia
Nel 2013, ancora una marcia della associazioni naturalistiche, unite in questo caso anche al mondo dell'associazionismo giovanile; questa volta si tratta della paventata interruzione del sentiero delle valli di Pietralacroce, a causa di un privato che intende recintare. Il fatto è visto come indicativo di un fenomeno che rischia di diffondersi ulteriormente (sono già diversi i sentieri chiusi per motivi analoghi) e ancora una volta la manifestazione vede una forte partecipazione di cittadini, solidali con l'Ente Parco che non aveva permesso la chiusura dell'itinerario e la recinzione.
La storia del Parco del Conero, come si vede ricca di episodi di partecipazione popolare, è ricostruita nel numero del periodico ufficiale del Parco edito in occasione del suo ventennale..

#### Problemi attuali
Una delle caratteristiche più importanti del Parco del Conero è il rapporto strettissimo tra boschi, campagna e il mare, raggiungibile percorrendo stretti e panoramici sentieri che scendono lungo le rupi. Si deve registrare a questo proposito una nota dolente: la decisione dell'amministrazione comunale e della Capitaneria di Porto di chiudere, per motivi di sicurezza, tutti i sentieri che conducono al mare. Di fatto, quindi, dal 2015 molte delle zone del parco più caratteristiche ed importanti dal punto di vista naturalistico e paesaggistico sono ufficialmente precluse alla visita di turisti ed abitanti. La preoccupazione per la sicurezza sembra eccessiva alle associazioni naturalistiche, che ricordano che, seguendolo stesso criterio, si dovrebbero chiudere al pubblico tutte le coste alte e le zone montuose d'Italia, soggette agli stessi tipi di rischi.

### Proposta di inserimento tra i Patrimoni dell'Umanità UNESCO
Nel 2018 la regione Marche ha aperto la pratica per il riconoscimento della Riviera del Conero come patrimonio dell'umanità, accogliendo la proposta lanciata inizialmente da dall'associazione "Le Cento Città" e fatta propria anche dall'ente Parco. Ogni qual volta che per un sito si apre una pratica di inserimento alla lista UNESCO dei patrimoni dell'umanità, è necessario che esso debba essere considerato di "eccezionale valore universale" e soddisfare almeno uno di dieci criteri. Nel caso della Riviera del Conero essi sono:
- "essere un esempio eminente dell'interazione umana con l'ambiente" (V criterio)
- "rappresentare dei fenomeni naturali o atmosfere di una bellezza naturale e di una importanza estetica eccezionale" (VII criterio)
- "contenere gli habitat naturali più rappresentativi e più importanti per la conservazione delle biodiversità, compresi gli spazi minacciati aventi un particolare valore universale eccezionale dal punto di vista della scienza e della conservazione" (X criterio).

Nel 2020, in occasione del forum delle città dello Ionio e dell’Adriatico, la proposta del Conero patrimonio dell'umanità è stata rilanciata ed ampliata: oltre al promontorio marchigiano, sono state proposte anche le isole Tremiti, l'Arcipelago dalmata, la Costa dei trabocchi e la spiaggia di Zunije in Montenegro.

## Territorio

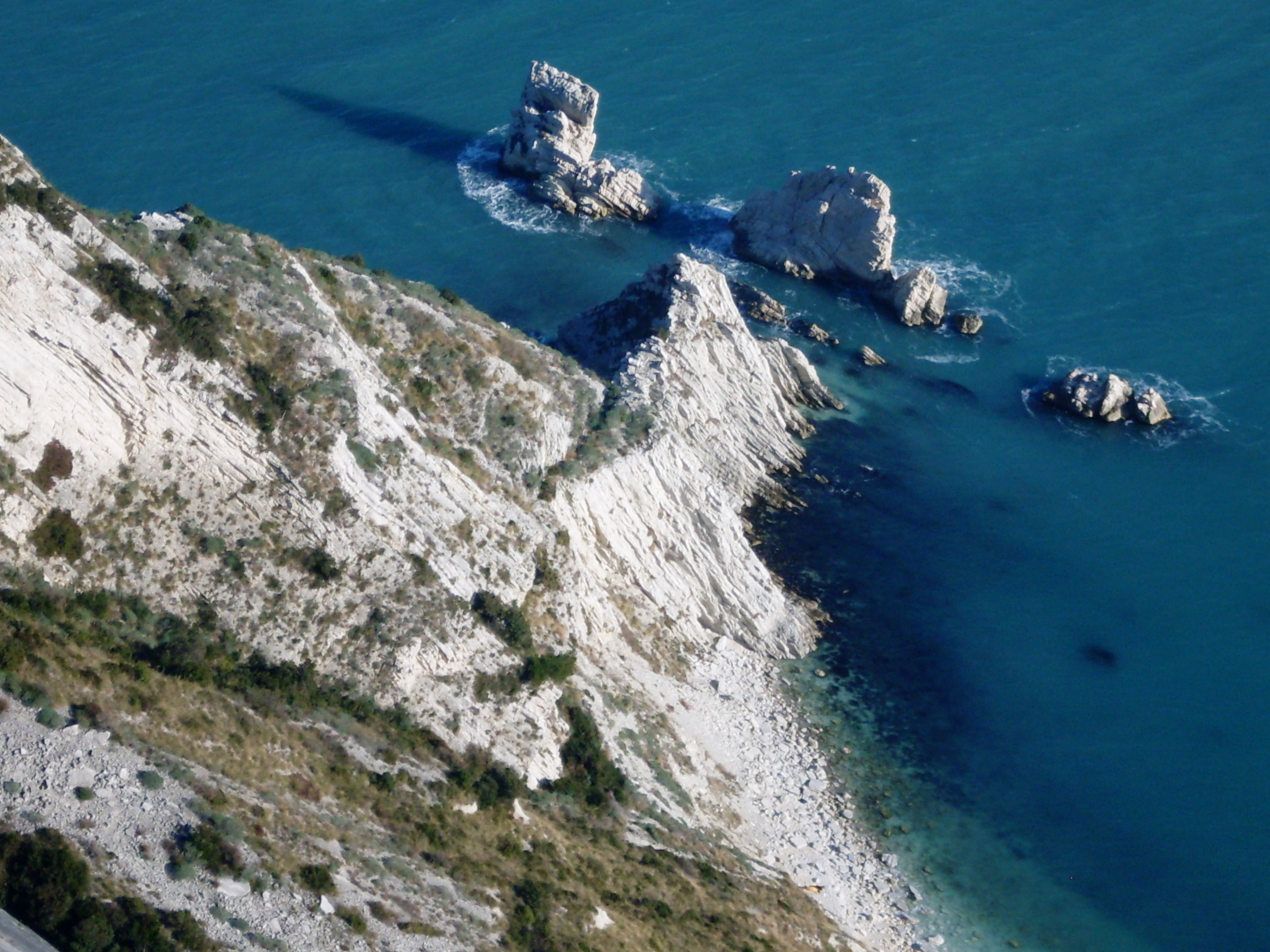
Scogli delle Due Sorelle

Il Parco del Conero prende il suo nome dal monte Conero o monte d'Ancona, attorno al quale si sviluppa per circa 6000 ettari comprendendo quasi tutto il suo promontorio e l'area tra esso e la foce del Musone. Tale superficie si distribuisce tra i seguenti comuni:
- Ancona, 3183 ha, 53% del totale;
- Sirolo, 1250 ha, 21% del totale;
- Numana, 982 ha, 16% del totale;
- Camerano, 595 ha, 10% del totale.

Il confine settentrionale del Parco è all'interno di Ancona, nei pressi del Parco del Cardeto. Ricade all'interno dell'area protetta gran parte della falesia di Ancona, con il Passetto e le caratteristiche spiaggiole raggiungibili con ripidi sentieri. Dopo il rione di Pietralacroce il confine del Parco si allarga verso la valle del torrente Miano e procede includendo le campagne di Montacuto e Varano fino a Camerano, punto di larghezza massima.
A sud di Ancona il parco comprende Portonovo e l'intero Monte Conero, sino a Sirolo e Numana. Superato il Conero e le sue rupi rocciose, la costa si fa bassa, e la fascia di Parco va stringendosi attorno alle zone più urbanizzate di Numana e Marcelli, arrivando infine alla confluenza dell'Aspio nel Musone e alla foce di quest'ultimo, ove si trova il confine meridionale.

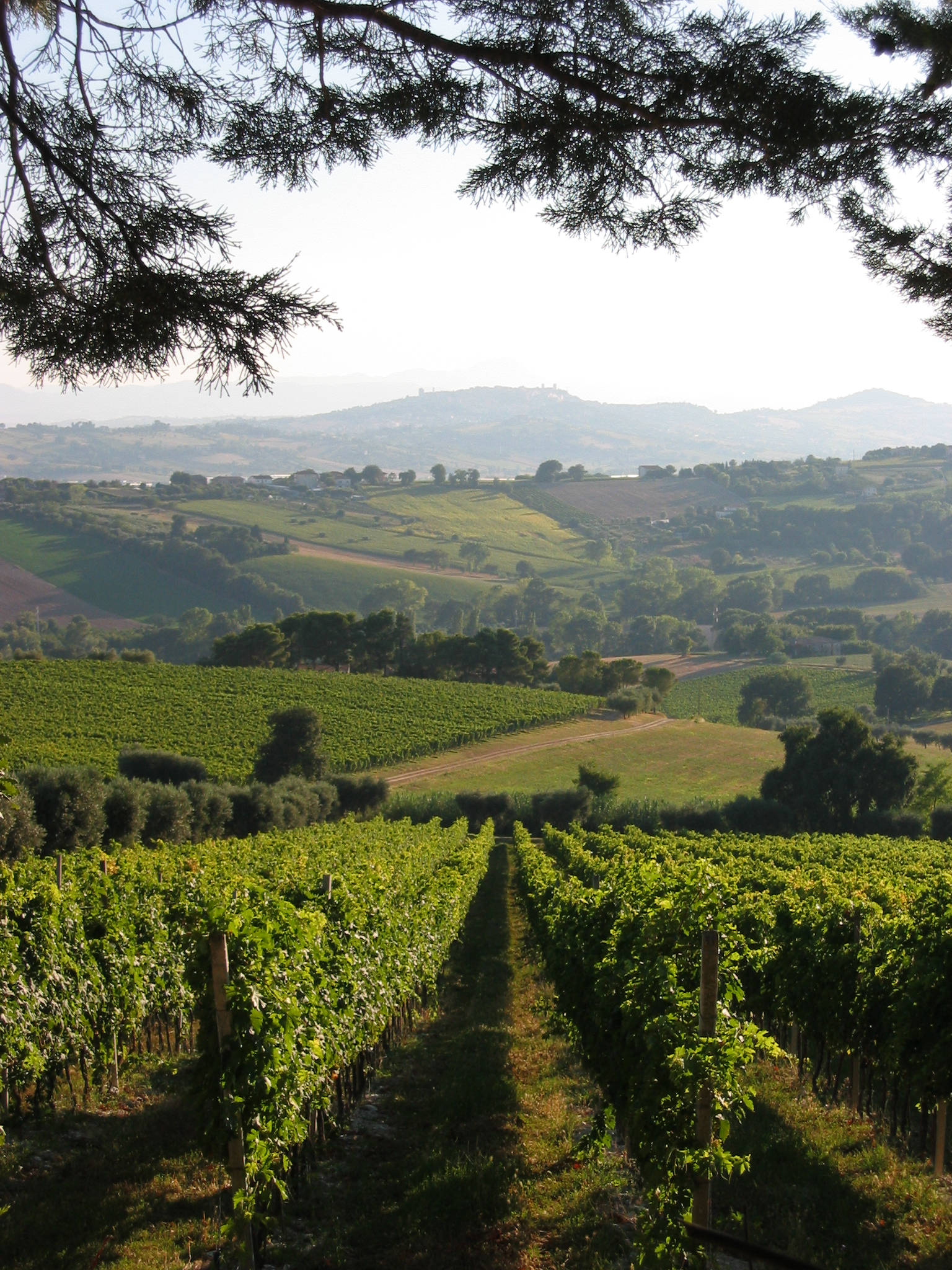
Vigneto di monte Colombo, sullo sfondo Osimo

Il territorio del Parco, riassumendo, include campagne e colline, i boschi del monte, le sue alte coste rocciose e quelle marnose/argillose più a nord, zone urbane e ampie spiagge nella parte meridionale. Secondo il Piano del Parco gli ambiti territoriali sono infatti:
- ambito territoriale naturalistico (parte alta del Conero e costa a nord), 1219 ha, 20,38% del totale;
- ambito territoriale collinare (aree agricole e alcuni abitati storici), 3849 ha, 64,35% del totale;
- ambito territoriale urbano (Sirolo e Numana), 913 ha, 15,27% del totale.

Non è presente alcun corso d'acqua rilevante, essendo il Musone e l'Aspio fuori dai confini. Tuttavia quest'ultimo è alimentato da due torrenti, il Betelico e il Boranico, che nascono dal Conero. Gli unici specchi d'acqua di rilievo sono il Lago Grande e il Lago Profondo di Portonovo, caratterizzati da acqua salmastra.
A parte il Conero stesso, alcuni rilievi degni di nota sono, da nord a sud: monte Altavilla, monte Venanzio, monte dei Corvi, monte Zoia (Poggio), la collina di Massignano, monte Larciano, monte Colombo e, verso l'interno, l'altopiano della Gradina. Nelle giornate particolarmente limpide da Pian di Raggetti, radura situata al centro dei boschi del Monte, si può osservare tutta la regione, dal Monte Catria nel pesarese ai Sibillini nell'ascolano, e a volte Laga, Gran Sasso e persino Maiella. Negli affacci sul mare invece si possono vedere, in condizioni di tempo limpido, i monti della Croazia.
Nell'area del Parco ricadono tre siti di interesse comunitario e una zona di protezione speciale:
- SIC IT5320005: Costa tra Ancona e Portonovo;
- SIC IT5320006: Portonovo e falesia calcarea a mare;
- SIC IT5320007: Monte Conero
- ZPS IT5320015: Monte Conero

## Centri abitati
All'interno del Parco del Conero sorgono i seguenti centri abitati:
- Comune di Ancona
  - le zone verdi costiere di due rioni di Ancona: il Passetto e Pietralacroce
  - la frazione di Montacuto, con la contrada del Trave
  - la frazione di Varano, con la contrada di Angeli di Varano
  - la frazione del Poggio, con la contrada di Portonovo
  - la frazione di Massignano con la contrada di Sant'Andrea
- Comune di Camerano
  - la parte orientale del capoluogo comunale
  - la frazione di San Germano
- Comune di Sirolo
  - l'intero capoluogo comunale
  - la frazione di Fonte d'Olio
  - la frazione di San Lorenzo
  - la frazione del Coppo
- Comune di Numana
  - l'intero capoluogo comunale
  - la frazione degli Svarchi
  - la frazione del Taunus
  - la frazione di Marcelli

## Flora

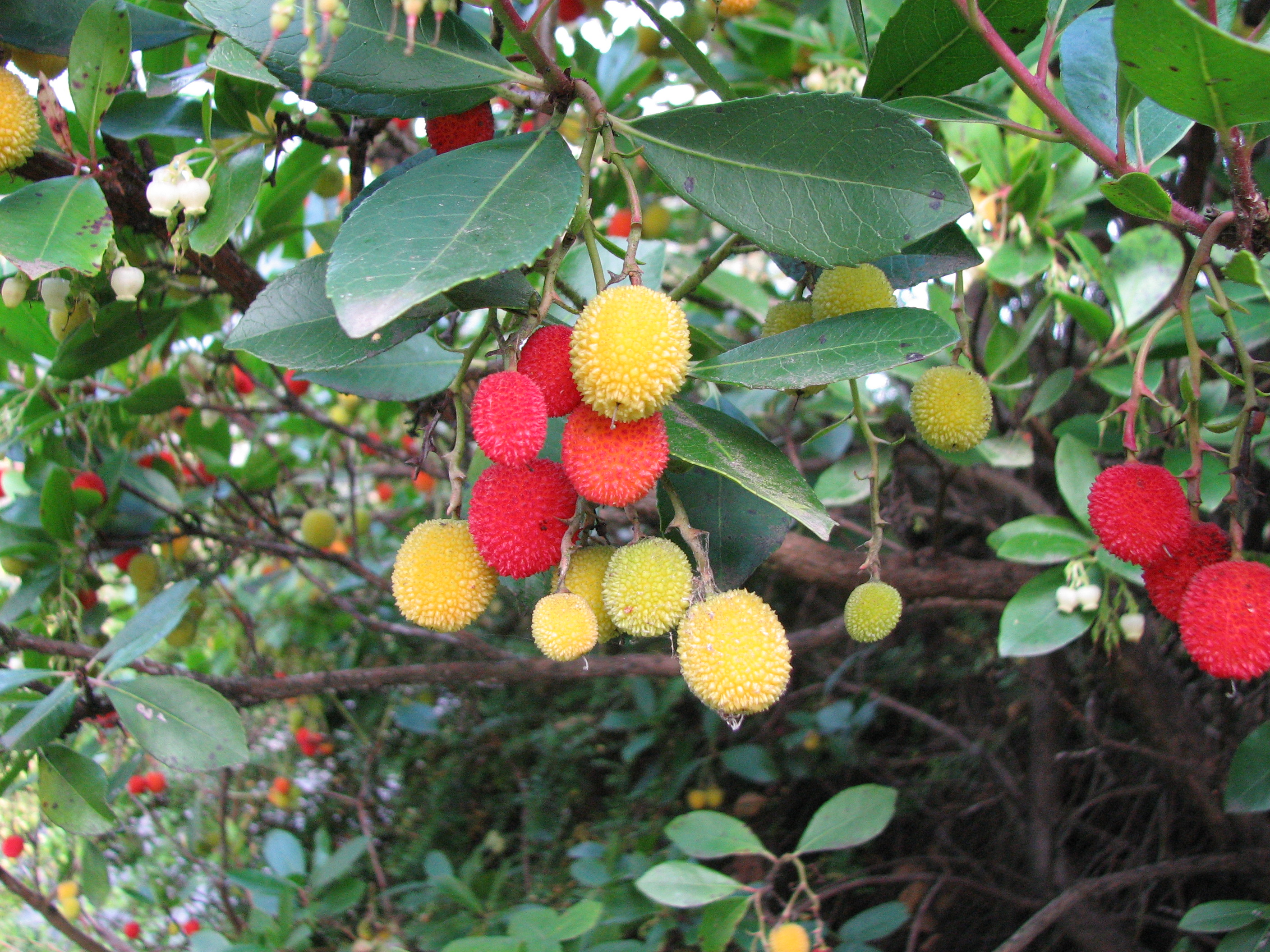
Corbezzolo in novembre, con fiori e frutti presenti contemporaneamente

I maggiori studiosi della flora dell'area del Conero sono stati Luigi Paolucci alla fine del XIX secolo e Aldo Brilli-Cattarini nel XX. Gli studi più recenti riportano 1102 specie; tanta varietà in così poco spazio è pari a quella degli ambienti del territorio del Parco.
Molte piante sono infrequenti su tutta la costa adriatica italiana ma presenti, oltre che qui, sul Gargano e/o verso Friuli e Istria, o sul Tirreno. Quelle più diffuse, invece, sono tipiche della macchia mediterranea: ginestra odorosa, citiso a foglie sessili (un'altra ginestra), lentisco, corbezzolo, ginepro rosso, leccio.

### Rupi e falesie
Sui pendii aridi e marnosi come quelli della falesia fra Ancona e il monte crescono tagliamani, canna del reno (Arundo pliniana, capace di contrastare il ruscellamento), e ancora violacciocca, alaterno e cavolo selvatico (Brassica montana) che si rinvengono anche dove è più roccioso come sulla falesia del Conero, dove si trovano euforbia arborescente, ginepro coccolone (queste ultime due molto rare lungo Adriatico e a rischio anche qui), euforbia adriatica (Euphorbia characias subsp. wulfenii) e terebinto (Pistacia lentiscus x terebinthus). Nella zona è stata segnalata, l'ultima volta a metà del XIX secolo, la presenza della barba di Giove. Tale pianta era ritenuta estinta in natura, forse anche a causa delle frane (naturali e non) del luogo, ed è stata reintrodotta nell'autunno 2010.

### Campagne e boschi

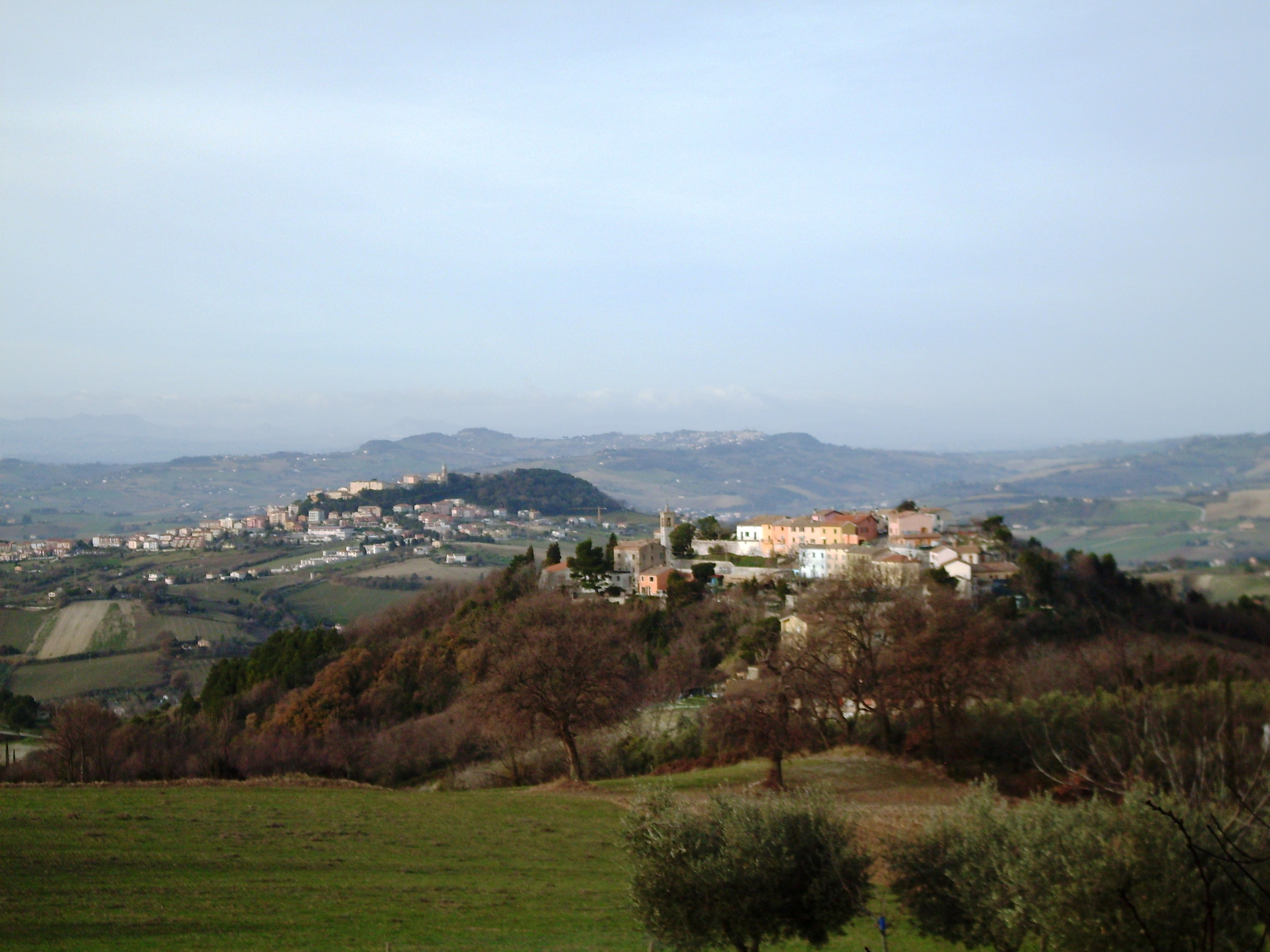
Massignano, Camerano e la campagna

Nelle campagne le piante più comuni, perlopiù in filari e siepi, sono roverella, olmo campestre, pioppo nero, acacia e rovo. Con le trasformazioni più moderne sono stati trascurati gli arbusti da siepe come la spina di Cristo e la tamerice, e sono persino scomparse molte querce da ghianda monumentali, poi protette da una legge regionale.
Lungo i corsi d'acqua si trovano salice bianco, pioppo nero e roverella, che troviamo anche in macchie nelle vallette a mare presso Pietralacroce con stracciabraghe e rosa sempreverde (Rosa sempervirens). Sempre qui vive anche, sui versanti in ombra, il carpino nero, con sottobosco in edera. Un'altra presenza significativa del carpino nero è a monte del campo sportivo del Poggio.
Altra pianta che può rappresentare la vegetazione originaria del promontorio del Conero è il leccio, che convive con corbezzolo, alaterno, laurotino, caprifoglio mediterraneo, orniello, fillirea (Phyllirea media), e nelle aree più calde con rosa sempreverde e stracciabraghe, mentre in quelle più umide con l'alloro.

#### Rimboschimenti

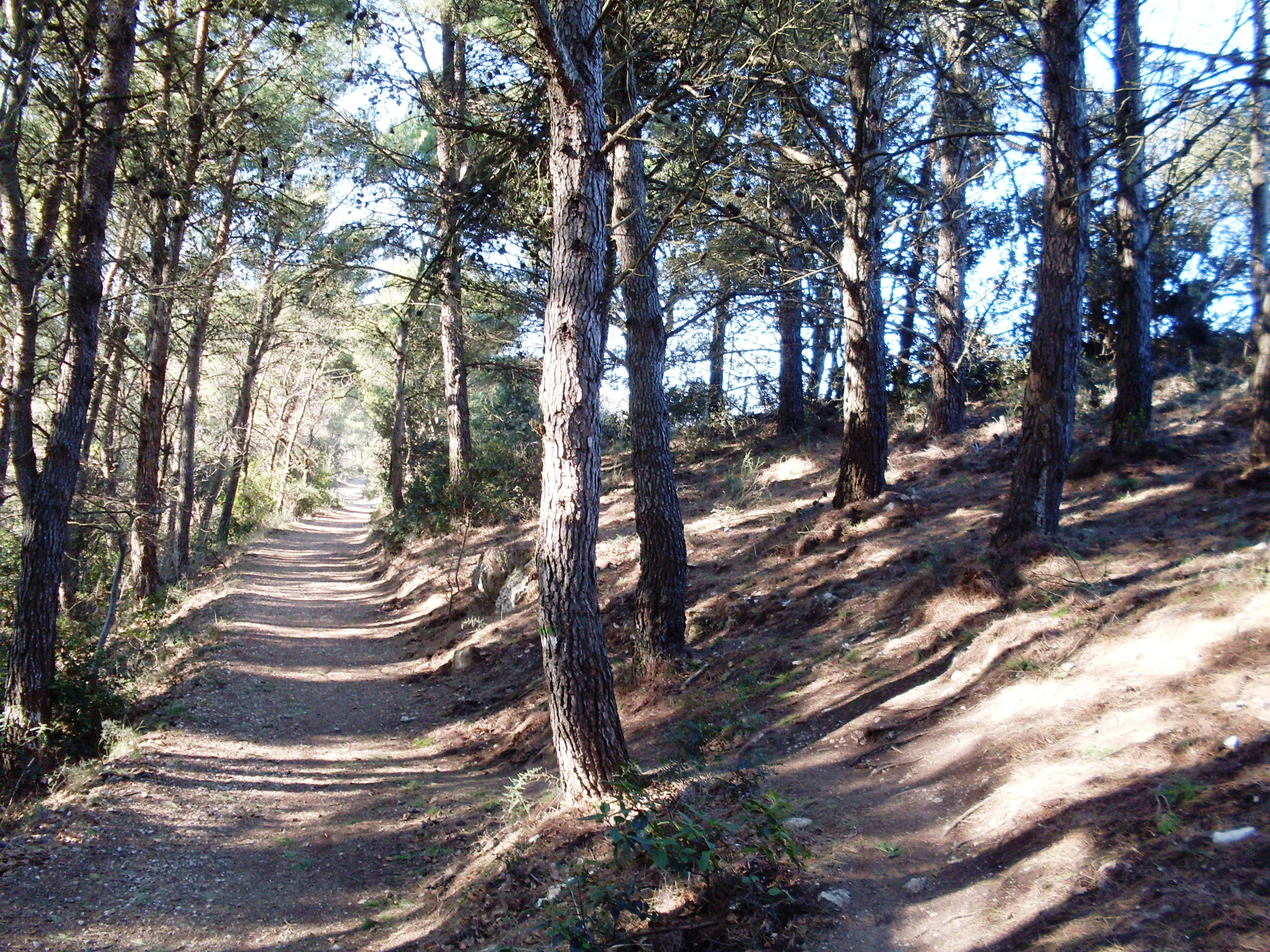
Pini a Pian Grande

Nel Parco ci sono 1200 ettari (20%) di bosco, di cui quasi un terzo è frutto di rimboschimento. Ai primi del XX secolo infatti lo sfruttamento dei boschi per legname, agricoltura e pastorizia avevano reso in gran parte brullo il versante occidentale del Conero, con forte rischio idrogeologico. Negli anni '30 venne istituito un consorzio fra Stato e Provincia di Ancona per sanare la situazione.

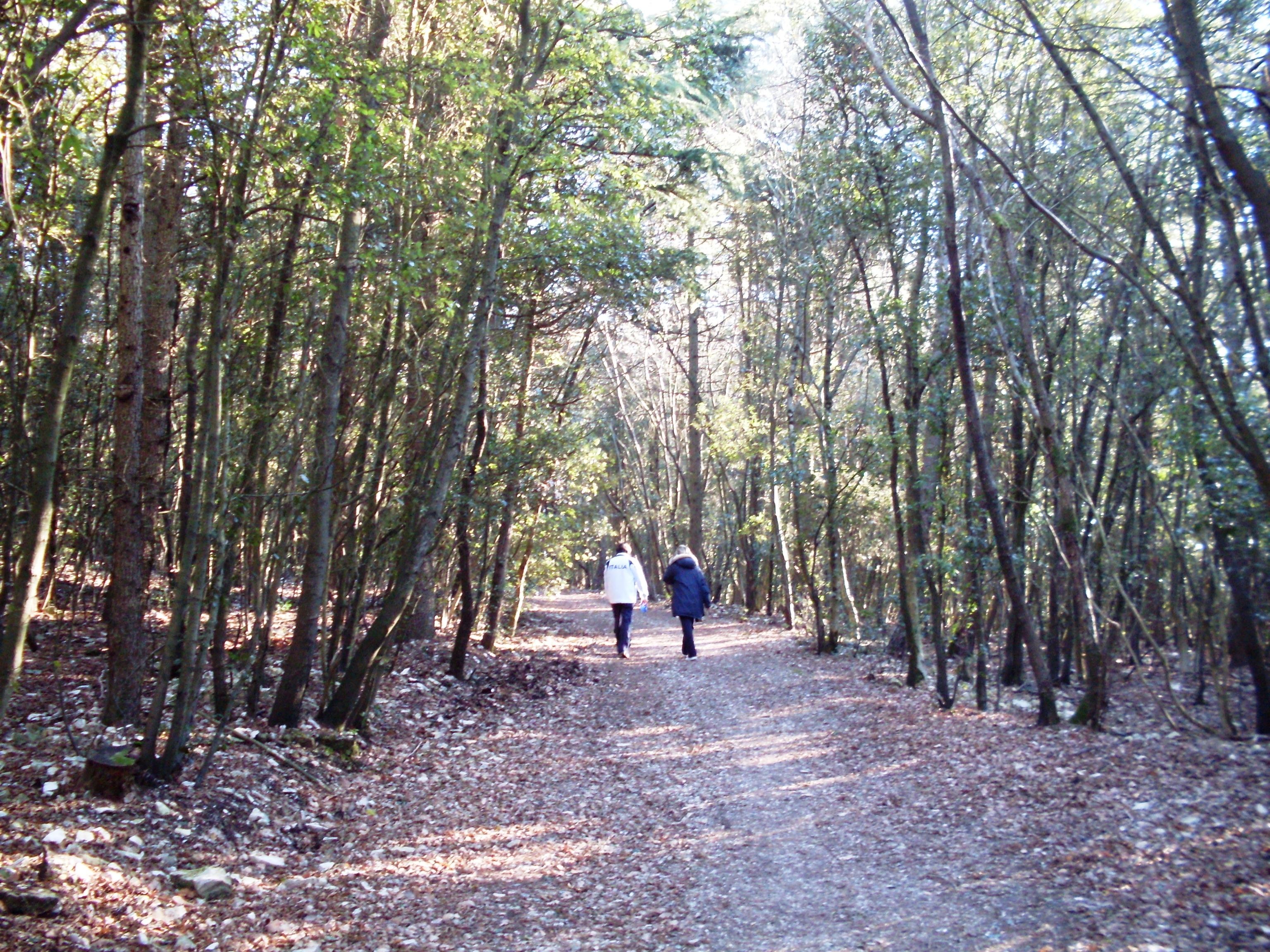
Bosco di carpini

La prima fase si svolse sul versante occidentale del monte, che venne gradonato e su cui si piantarono in file una gran quantità di semi di specie varie, in particolare pino d'Aleppo e leccio. Delle altre ben poche si adattarono; si segnala solo il cedro dell'Atlante nell'area di vetta. Una seconda fase occupò il secondo dopoguerra fino agli anni '70. Fu usato principalmente il pino d'Aleppo e coprì le zone restanti: monte Colombo e Larciano, coste fra monte e Sirolo, Pian grande, la zona del Poggio e anche quella del Musone. Si tentò anche, senza successo, di rimboschire la falesia a nord di Portonovo. È in questa fase che i proprietari dell'area di Pian di Raggetti rifiutarono il consenso, lasciando così una delle poche radure del monte.
I rimboschimenti sono riusciti nel loro intento ed oggi le essenze della macchia mediterranea, aiutate da interventi forestali, stanno riprendendo il sopravvento evolvendo verso il più naturale bosco di leccio.

### Aree umide e dune sabbiose

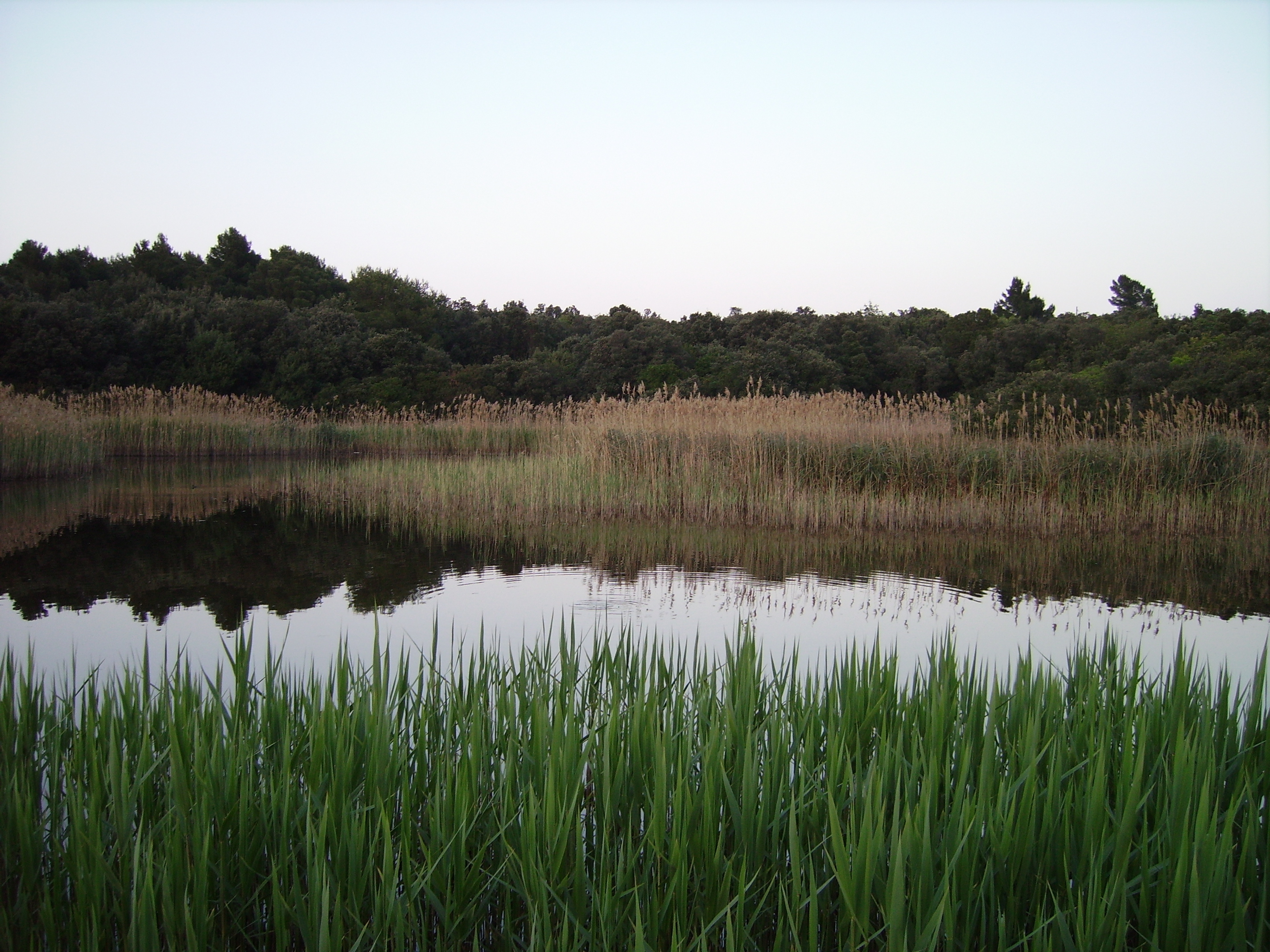
Lago Grande a Portonovo

I laghi salmastri di Portonovo, unici in tutta la regione, presentano due specie a rischio quali il falasco e il grespino marittimo, quest'ultimo solo al Lago Profondo. Altre specie sono la brasca delle lagune, la cannuccia di palude, il giunco marittimo e il giunco pungente.
Presso le acque stagnanti o a lento scorrimento intorno al Musone sono di particolare interesse il ranuncolo di Baudot (rinvenuto altrove solo in Puglia, Sicilia e Sardegna) e quello a foglie capillari, la menta campestre, la giunchina aghiforme, la salcerella con due brattee. Altre specie più abbondanti sono la lenticchia d'acqua, la cannuccia d'acqua, il sedano d'acqua.
Anche le dune delle spiagge di Marcelli e l'area retrostante sono un ambiente ricco di specie a rischio, fra cui il poligono marittimo, la silene notturna, il cardo delle spiagge, il papavero delle spiagge, la coda di topo, l'euforbia marittima.

## Fauna

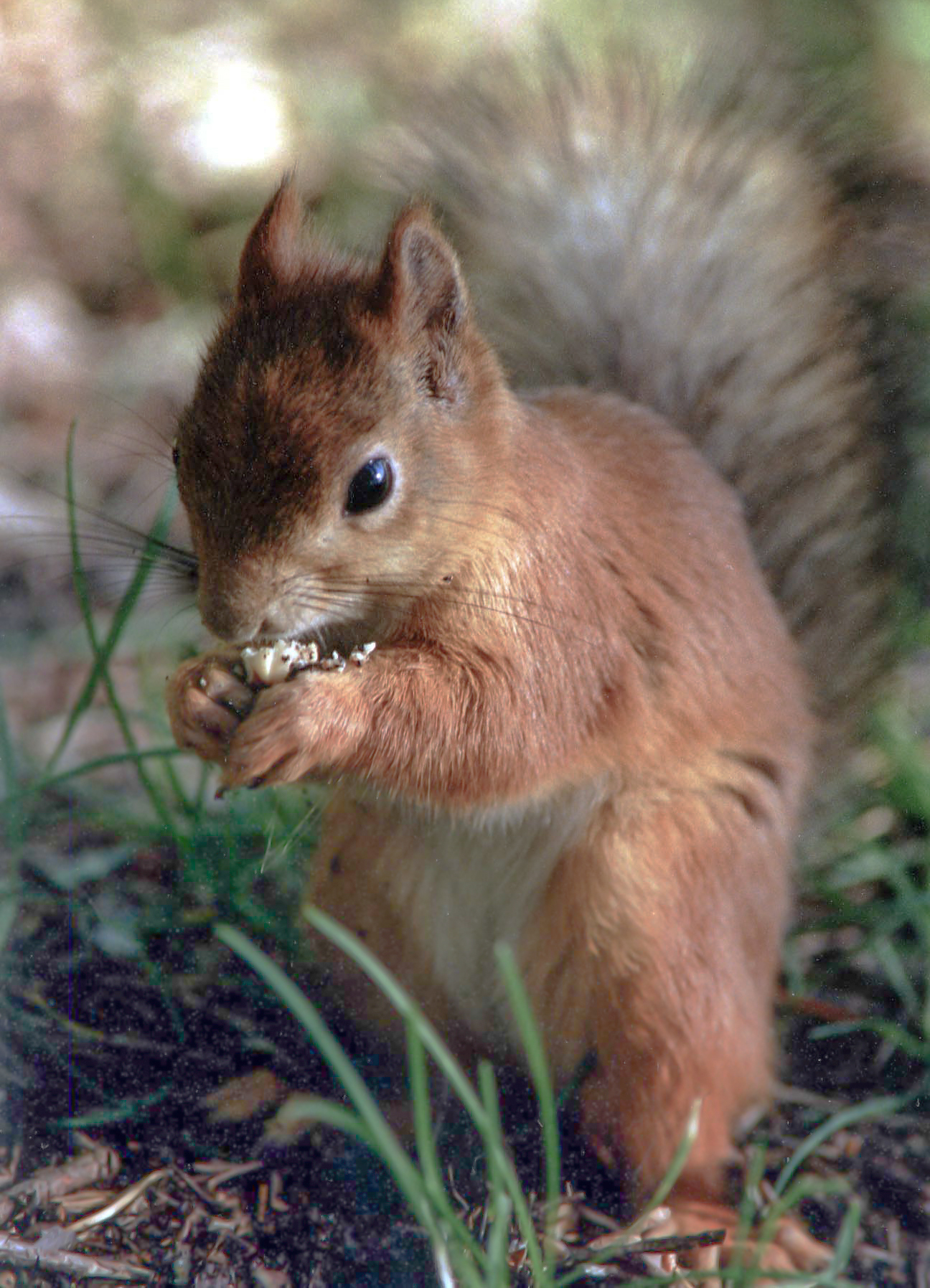
Lo scoiattolo comune, arrivato nel Parco

La fauna del Parco del Conero, a causa della lunga presenza dell'uomo sul territorio, non è molto densa.
Fra i mammiferi ci sono il tasso, la volpe, il riccio, mustelidi come la faina, la donnola e la puzzola, e piccoli roditori come il moscardino. A questi vanno aggiunti l'istrice, il capriolo e lo scoiattolo, arrivati per espansione spontanea del loro areale anche grazie all'istituzione del Parco e alle conseguenti leggi di tutela della fauna.
È stata rilevata la presenza del lupo, che si ritiene proveniente dai boschi di Cingoli attirato dalla presenza di un altro grande mammifero, il cinghiale. Quest'ultimo è stato introdotto abusivamente nel 1998, probabilmente dal mondo venatorio, obbligando il Parco a gestirne la prolificità.
Tra i rettili il ramarro, la lucertola muraiola e quella campestre, la luscengola e l'orbettino italiano. Tra i serpenti il biacco, alcune bisce, e il colubro di esculapio. Tra gli anfibi l’ululone dal ventre giallo, il tritone crestato e quello italiano, il rospo, e nei laghi di Portonovo Rana dalmatina e Rana esculenta, dove sono presenti anche diverse libellule. Altri insetti interessanti sono le farfalle, fra cui la grande farfalla del corbezzolo.

### L'avifauna

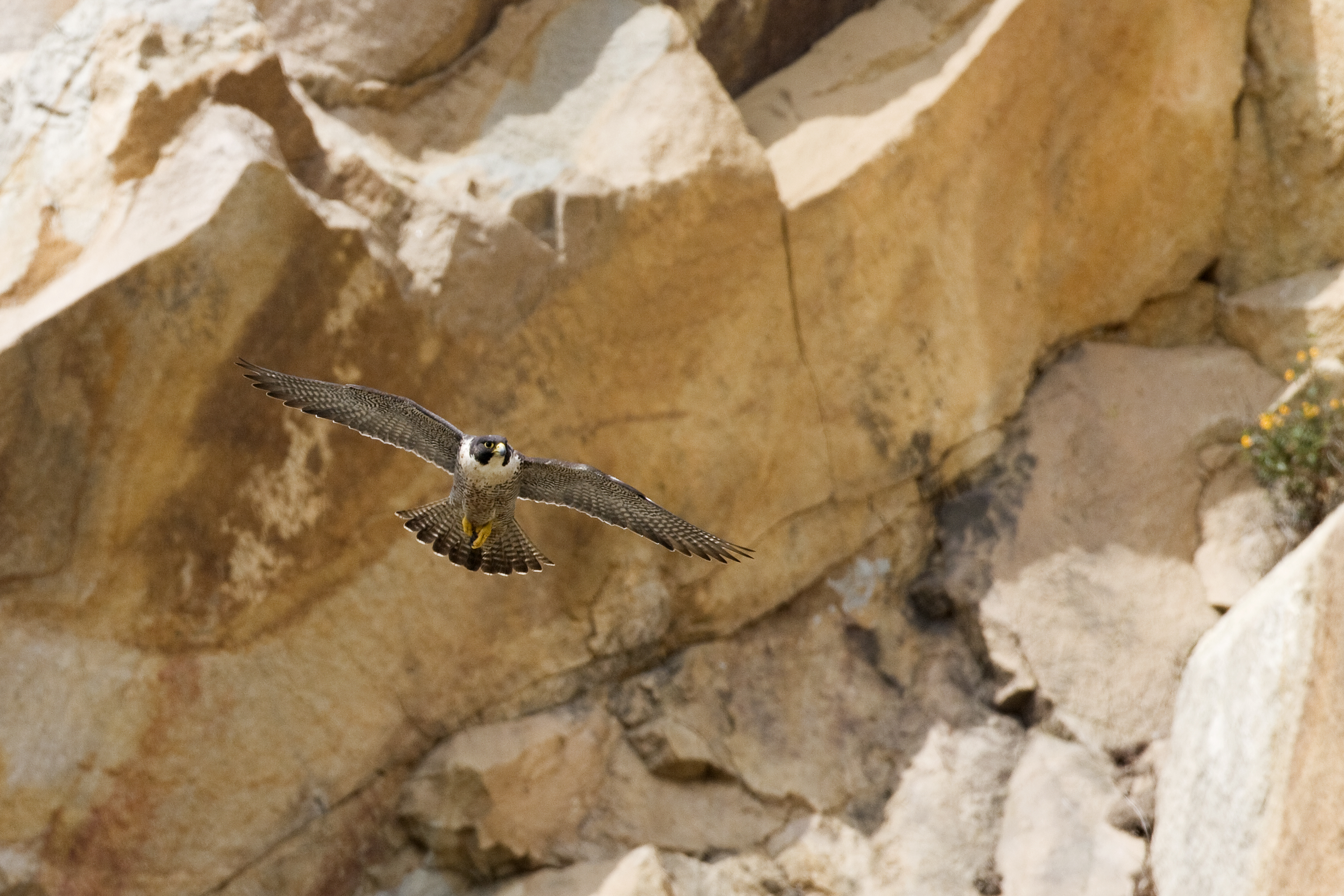
Falco pellegrino in volo

Una particolare menzione è meritata dell'avifauna del Parco. Secondo la Lipu il monte Conero rientra fra i migliori dieci luoghi in Italia per il birdwatching. Punti di osservazione privilegiati sono l'altopiano di Stiano, nei pressi della Gradina del Poggio (43°32′54.03″N 13°34′30.17″E), le rupi di Pian Grande, affacciate sul mare (43°33′19.88″N 13°35′39.49″E), i due laghi di Portonovo.
Fra gli uccelli stanziali ci sono rapaci come l'allocco, la civetta, il barbagianni, il gufo comune, e persino il falco pellegrino che nidifica sulle rupi lato mare del Conero, e poi l'allodola, il cardellino, la ghiandaia ed altri.
Fra quelli migratori invece il cuculo, il regolo, l'usignolo, l'upupa, e di nuovo sulle rupi del Conero il passero solitario, la rondine montana e il rondone pallido. Molti altri migratori fanno sosta e a volte nidificano nel Parco.
Negli stagni di Portonovo è possibile vedere la gallinella d'acqua, la folaga, il martin pescatore e l'usignolo di fiume.
Infine, molto diffuso per opera dell'uomo è il fagiano.

## Punti di interesse
- Tutta la costa, e in particolare (da nord) la spiaggia del Passetto, quelle di Mezzavalle, di Portonovo, della Vela, dei Gabbiani, delle Due Sorelle, di San Michele e dei Sassi Neri.
- I vasti boschi e le radure del monte, ricchi di punti di notevole interesse naturalistico e panoramico.
- Le valli dei torrenti Boranico e Betelico
- Le valli di Pietralacroce, digradanti verso le rupi marine
- Il centro storico di Sirolo
- Le Grotte di Camerano, ambienti ipogei sviluppati al di sotto del paese di Camerano.
- La necropoli picena nell'area archeologica "I pini" di Sirolo e l'Antiquarium statale di Numana.
- Il GSSP della cava di Massignano, per il limite Eocene-Oligocene, ed altri punti di interesse geologico.
- Varie località ove si può osservare il passaggio di numerosi uccelli migratori.
- I vigneti e le cantine del Rosso Conero, vino DOC dal 1967.

## Attività

### Escursionismo

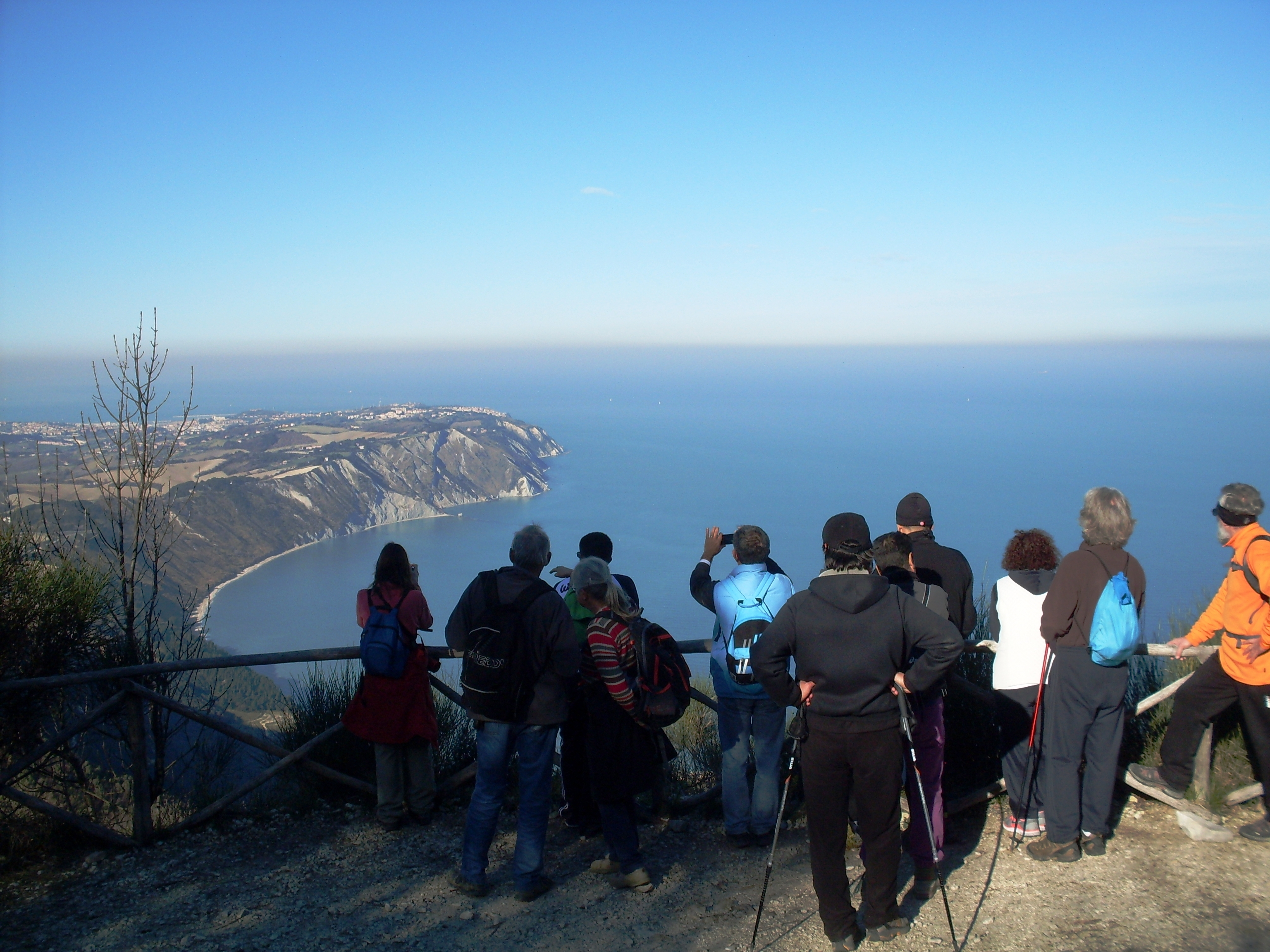
Monte Conero - Belvedere Nord

Il Parco del Conero si presta bene al più classico escursionismo soprattutto sul monte Conero, al di sopra della strada provinciale, ma gli itinerari previsti dal Parco comprendono anche le zone di campagna, Portonovo e la falesia più a nord. La difficoltà è varia e non tutti i sentieri sono percorribili in altri modi che a piedi. Sebbene i tabelloni posti all'inizio degli itinerari diano tali indicazioni, è bene informarsi prima sulle reali condizioni dei sentieri al Centro Visite (temporaneamente chiuso) presso Sirolo, dove è anche possibile prenotarsi per escursioni guidate.
È opportuno notare che oltre ai sentieri degli itinerari ufficiali ne esistono molti altri, che secondo il regolamento del Parco sono percorribili solo a piedi. Quelli nella zona di riserva integrale poi richiedono l'autorizzazione dell'Ente Parco, con l'eccezione dell'itinerario n°2 che però può essere vietato per motivi di sicurezza.

#### Itinerario n°1 - Traversata del Monte Conero
Con partenza dall’abitato del Poggio di Sant’Antonio e arrivo a Fonte d’Olio, il percorso si snoda tra tratti boschivi, strade asfaltate e belvederi per circa 8,3 km e dura in media quattro ore. Dal Poggio si prende il sentiero che sale verso sud fino a raggiungere il punto più alto. La zona è caratterizzata dalla presenza di molti arbusti, mentre una volta arrivati in cima si può godere della vista sul Trave. Dopo aver attraversato un tratto boschivo si raggiunge in circa un’ora Pian Grande e si prosegue fino ai Piani di Raggeti. Qui bisogna scegliere tra due direzioni: la prima prosegue sulla strada grande, la seconda porta alla strada in salita che costeggia “Casa Lucignani”.
In entrambi i casi si arriva alla strada asfaltata e si incontra la Badia di S. Pietro, di fondazione romanica, dapprima eremo benedettino, poi, fino al 1860, camaldolese. La chiesa, che già esisteva nella prima metà del XI secolo, ha subito successive trasformazioni nei secoli successivi. La facciata è del XVIII secolo, è semplice, decorata solo da alte paraste, mentre parte dei fianchi e la base del campanile (dove si vede un portale chiuso) risalgono alla costruzione originale. L’interno è diviso da pilastri e colonne in tre navate, presenta un presbiterio molto rialzato e un’ampia cripta, visitabile, suddivisa in sette navatelle separate da basse colonne. A destra della chiesa si vede il fabbricato dell’ex convento, ora adattato ad albergo.
Si prosegue per un tratto nel bosco di latifoglie. Si incontra uno spiazzo e si prosegue a sinistra su una strada larga che conduce al Belvedere sud con vista sugli scogli delle Due Sorelle. Infine si scende in direzione della strada comunale per Fonte d’Olio e si termina sulla strada provinciale.
L’itinerario è presentato in modo completo, con ulteriori dettagli, sul sito ufficiale del Parco del Monte Conero (sentiero escursionistico 301, “Traversata del Conero”), dove sono presenti numerose varianti escursionistiche e turistiche. Queste ultime sono pensate per famiglie, ma anche per coloro che non vogliono intraprendere un percorso troppo lungo. Sono infatti di breve durata (massimo due ore) e toccano numerosi punti di interesse turistico. I percorsi 301B e 301C, ad esempio, conducono rispettivamente, a un bancone di roccia dove sono visibili incisioni e alla cosiddetta “Grotta del Mortarolo”.
Seguono in successione alcune foto del percorso.

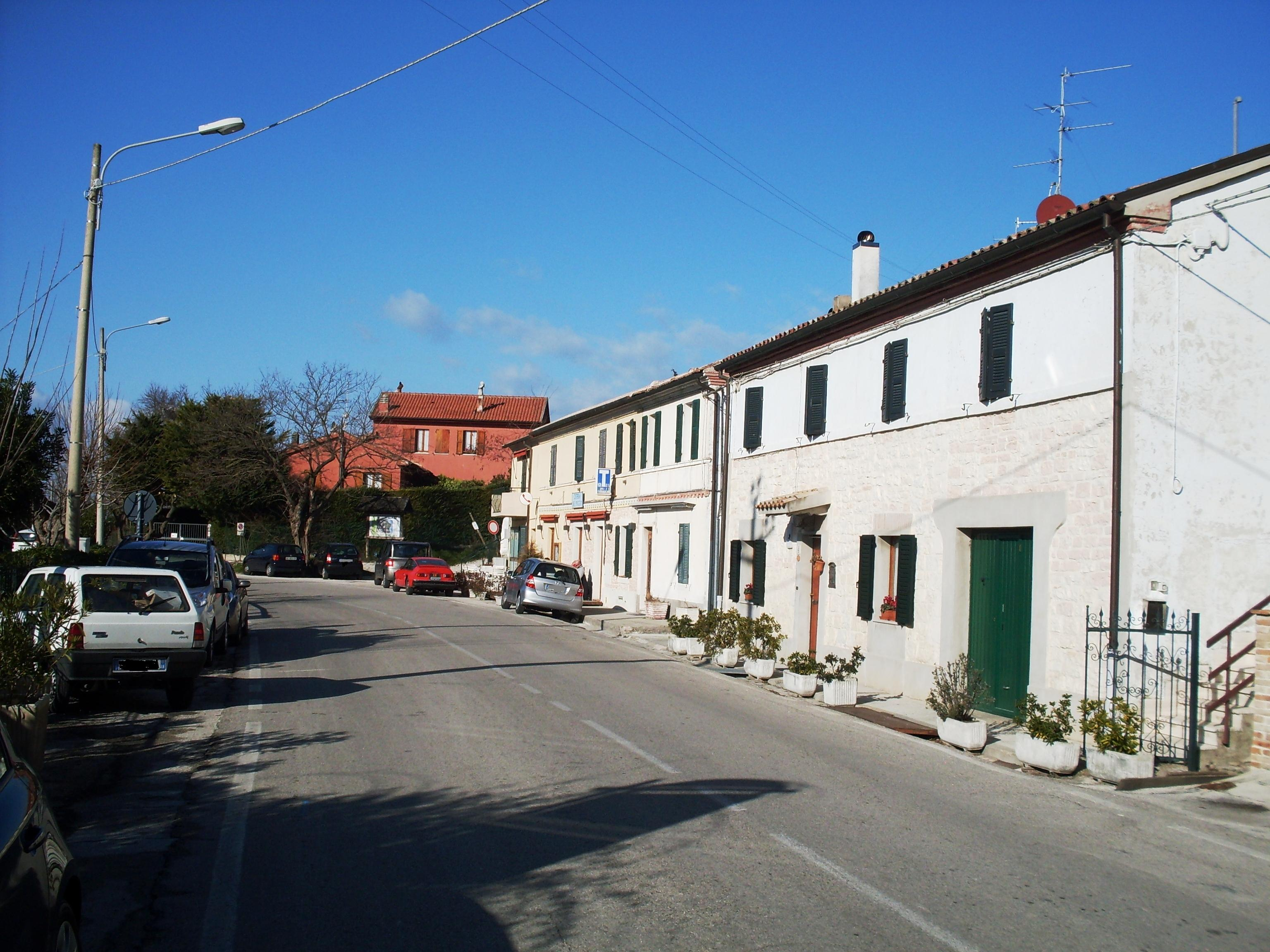
Poggio di Ancona
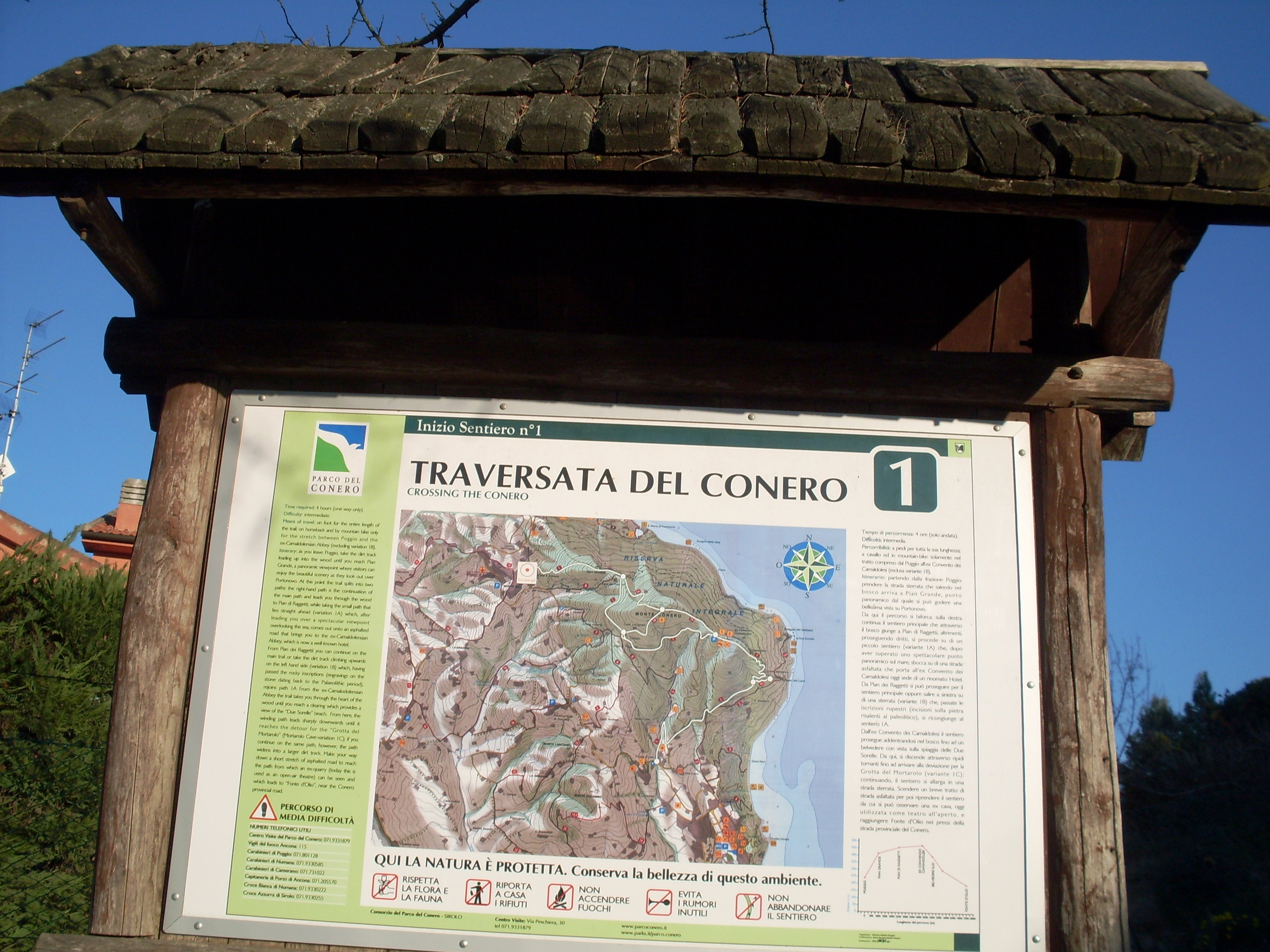
Tabellone itinerario Traversata del Conero (sentiero n°1)
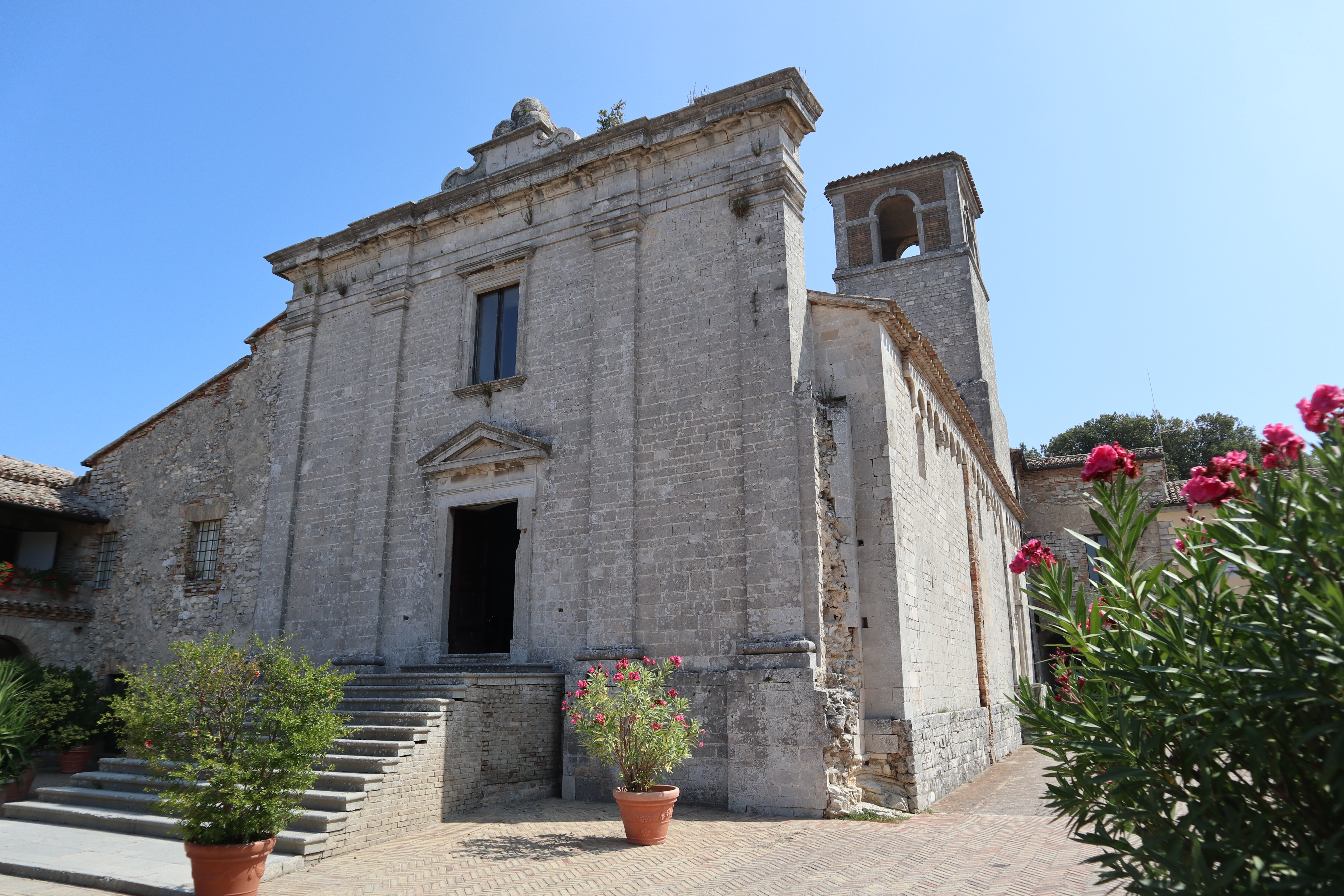
La Badia di San Pietro al Conero.
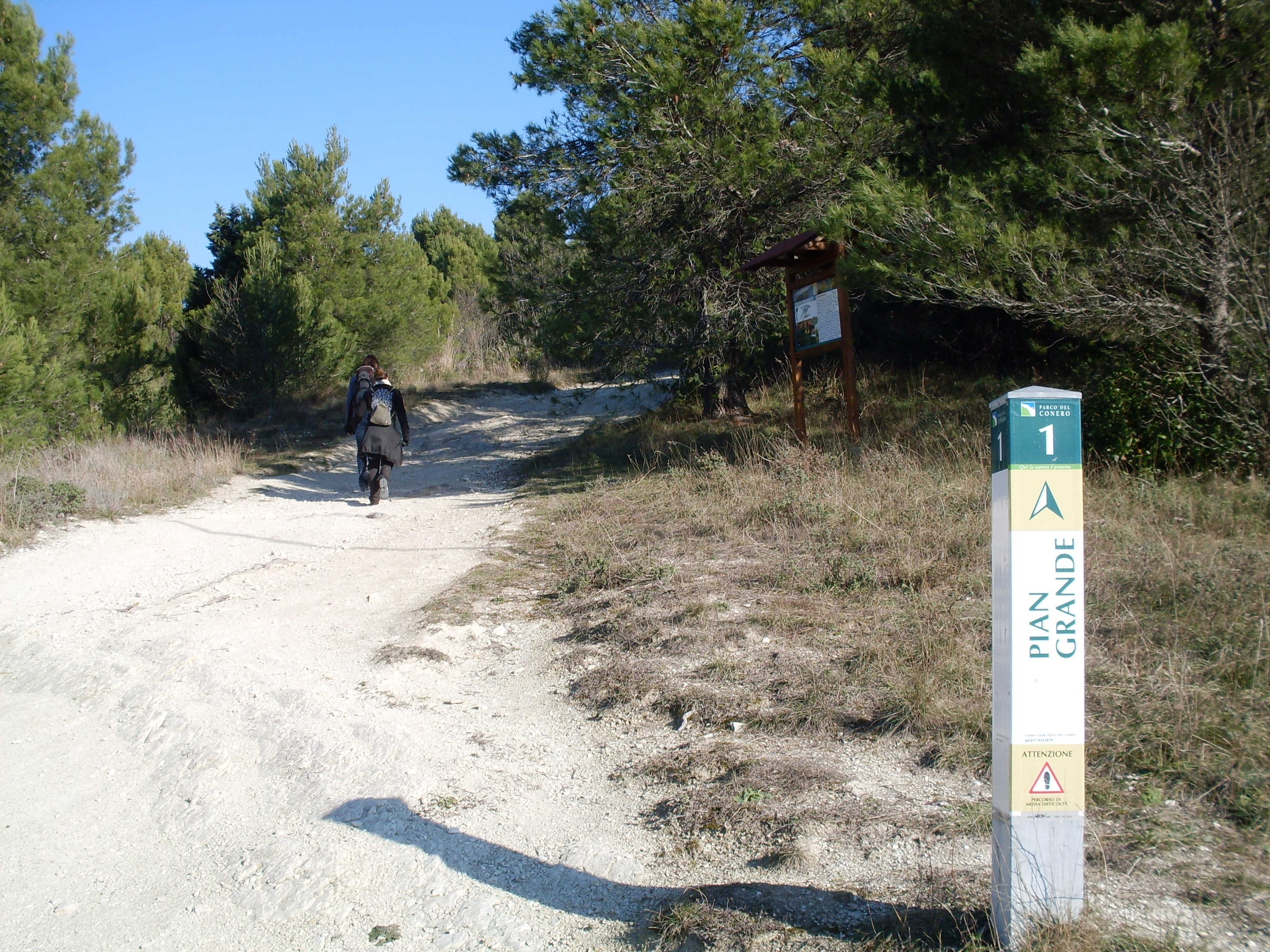
Inizio traversata dal Poggio
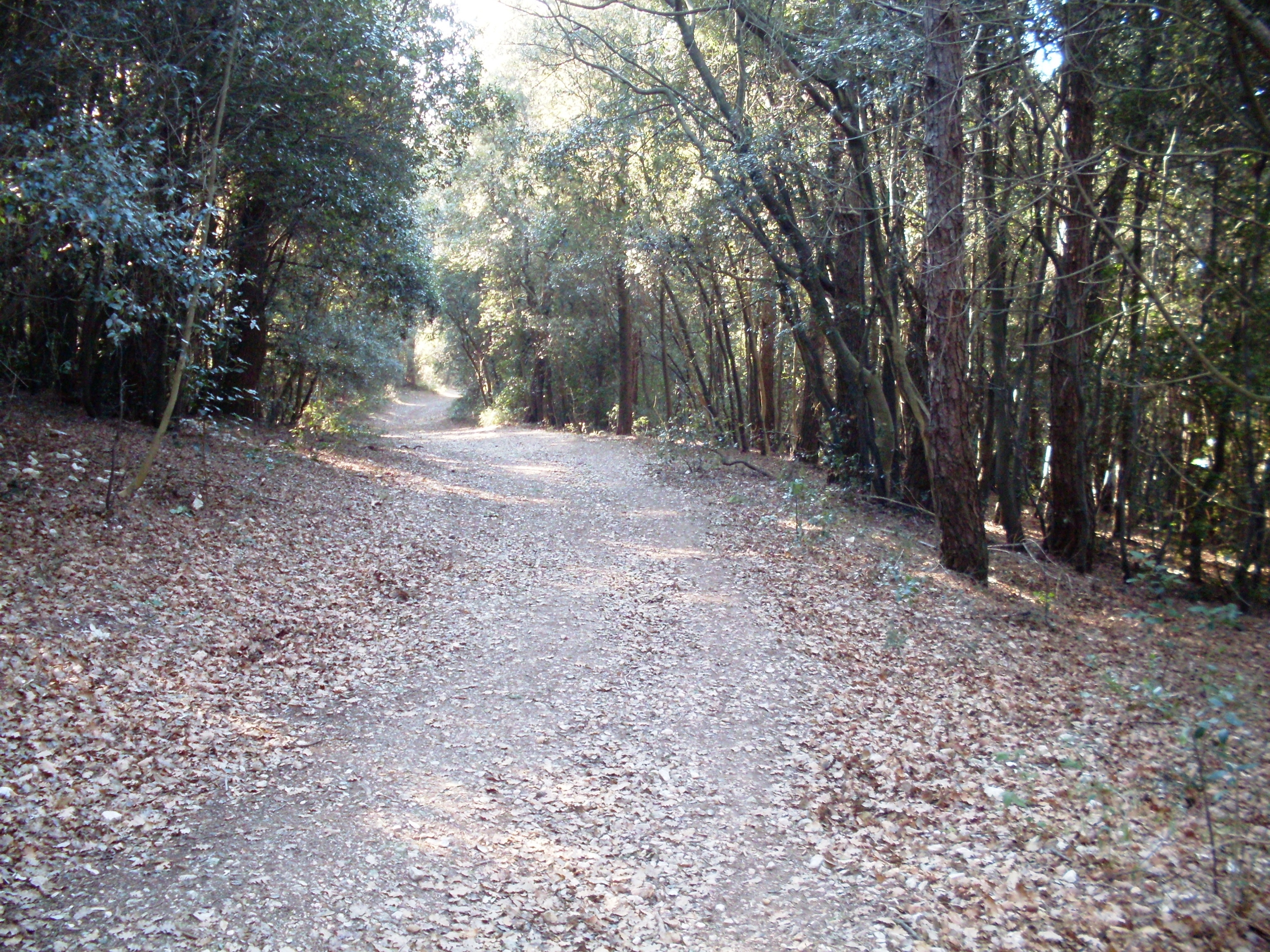
Stradone in salita per Pian Grande
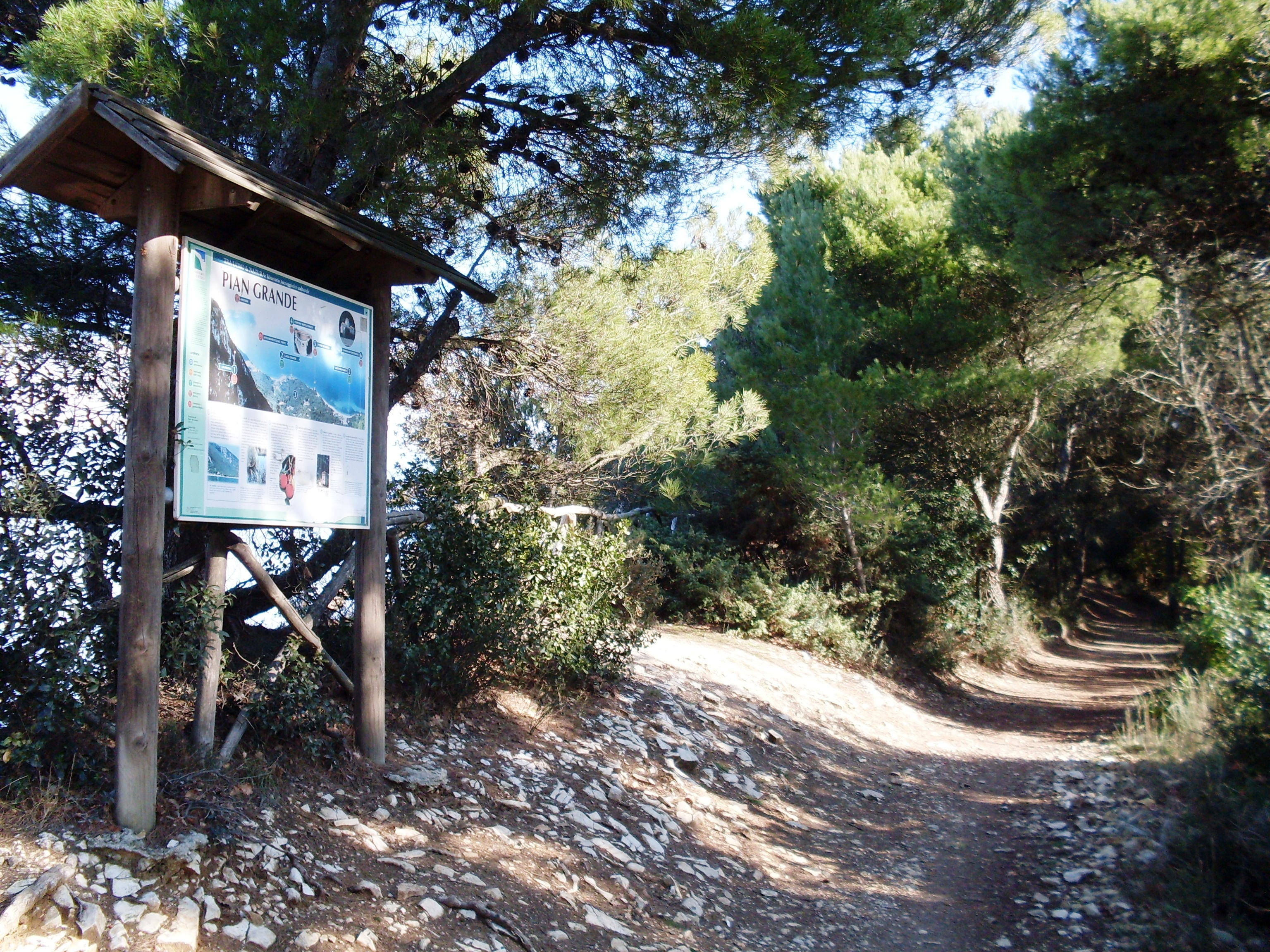
Verso Pian Grande
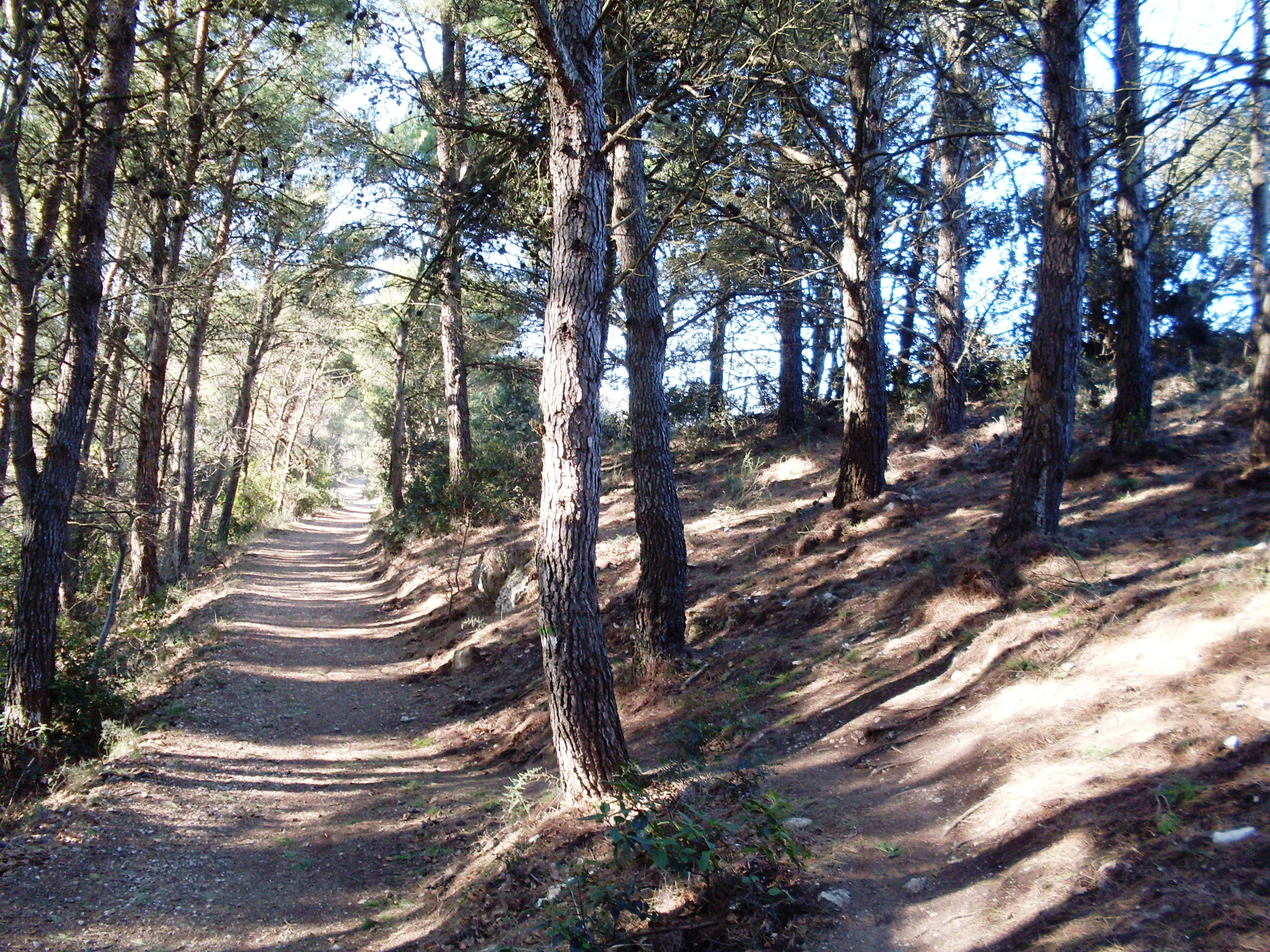
Alberi verso Pian Grande

#### Itinerario n°2 - Sentiero delle Due Sorelle
Il sentiero delle Due Sorelle è senz'altro il più spettacolare di tutti gli itinerari del Conero. Conduce alla Spiaggia delle Due Sorelle valicando il Passo del Lupo, sempre in presenza di panorami vastissimi sul mare e sulle possenti rupi calcaree del Monte.
Il percorso, nonostante conduca ad una spiaggia, presenta tutte le caratteristiche di un sentiero di montagna, con strapiombi, tratti attrezzati con cavo d'acciaio, ghiaioni, creste, valico di passi e per percorrerlo in sicurezza è quindi necessario attrezzarsi per un percorso di una certa difficoltà riservato ad esperti dal passo sicuro ed assenza di vertigine, oltre che esperienza e prudenza.
Interessante è la presenza di macchie di Euforbia arborea, che a causa del microclima particolare, anziché perdere le foglie in autunno, come tutte le caducifoglie, le perde in piena estate, a causa della siccità. Il sentiero delle Due Sorelle parte da Sirolo, ma è possibile prenderlo dalla strada asfaltata che conduce all'ex monastero, prendendo la deviazione sulla destra all'indicazione "Bar Panini Belvedere" fino ad arrivare ad un incrocio di stradoni dove è indicato il n°2.
Il tratto di sentiero dopo il Passo del Lupo è stato chiuso nel 2005 dal Comune di Sirolo, per motivi di sicurezza, nonostante l'Ente Parco del Conero abbia avuto per anni già pronti i fondi (ora utilizzati per l'itinerario 13) per la messa in sicurezza del sentiero, fondi non utilizzati per mancanza di autorizzazione del Comune di Sirolo. Sia il CAI, sia Legambiente da anni chiedono di riaprire il sentiero e nel 2013 si è formato un apposito comitato che chiede l'esecuzione dei lavori e l'annullamento del divieto di accesso.

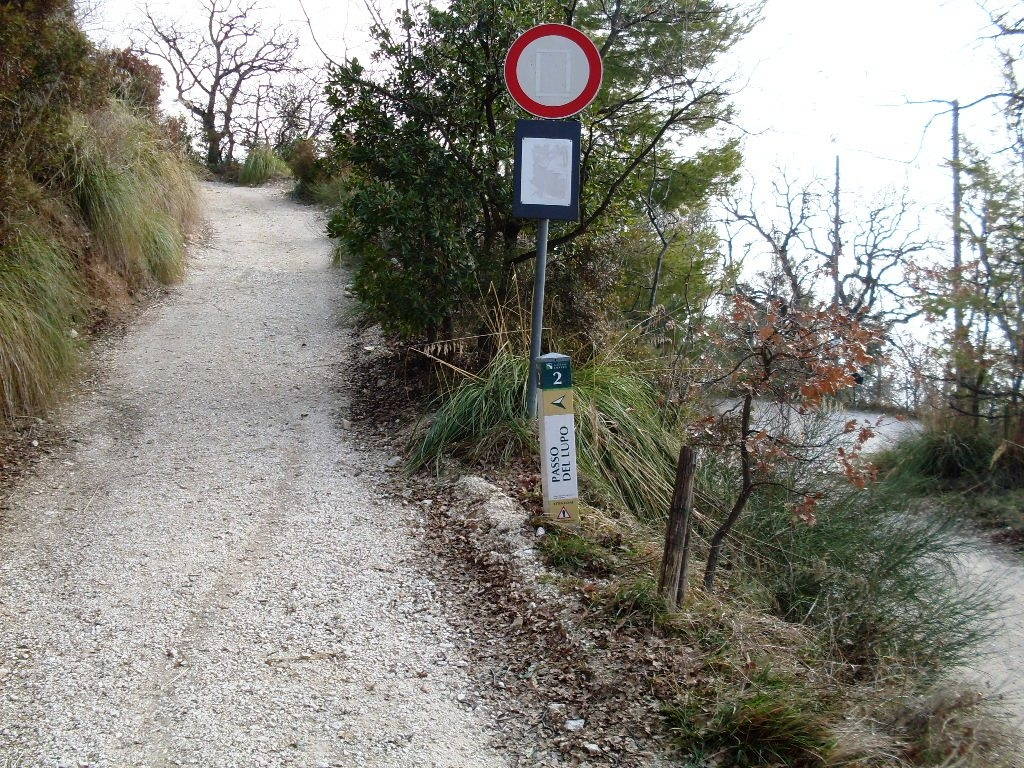
Sentiero n° 2 - Passo del Lupo - indicazione
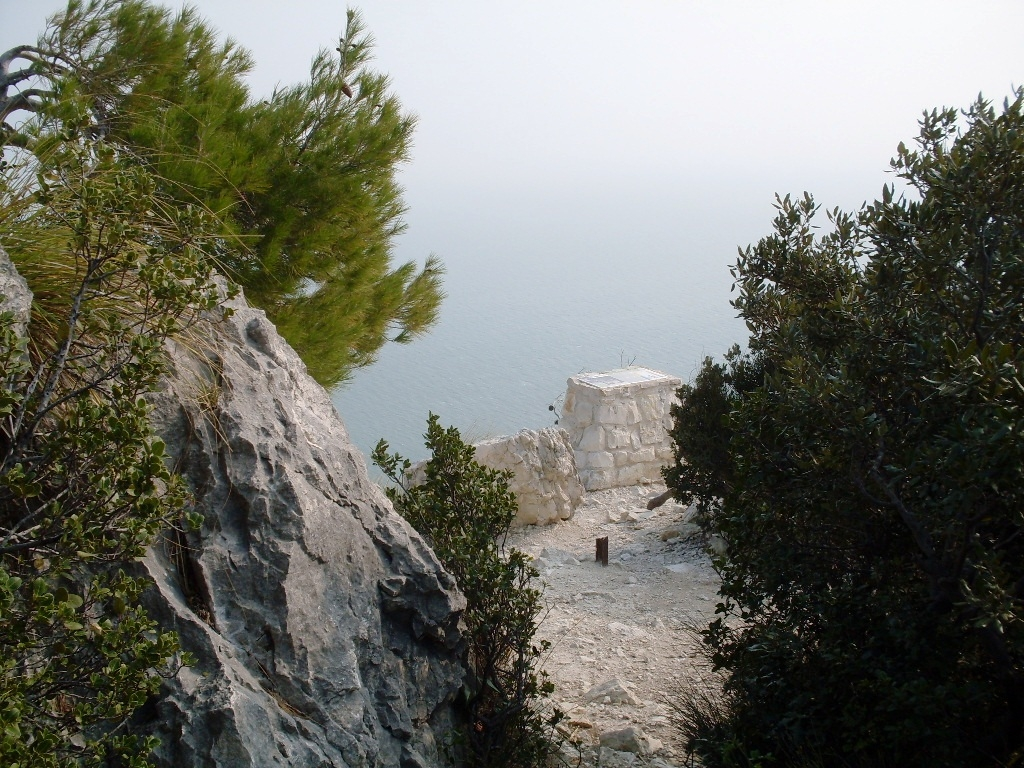
Arrivo al Passo del Lupo
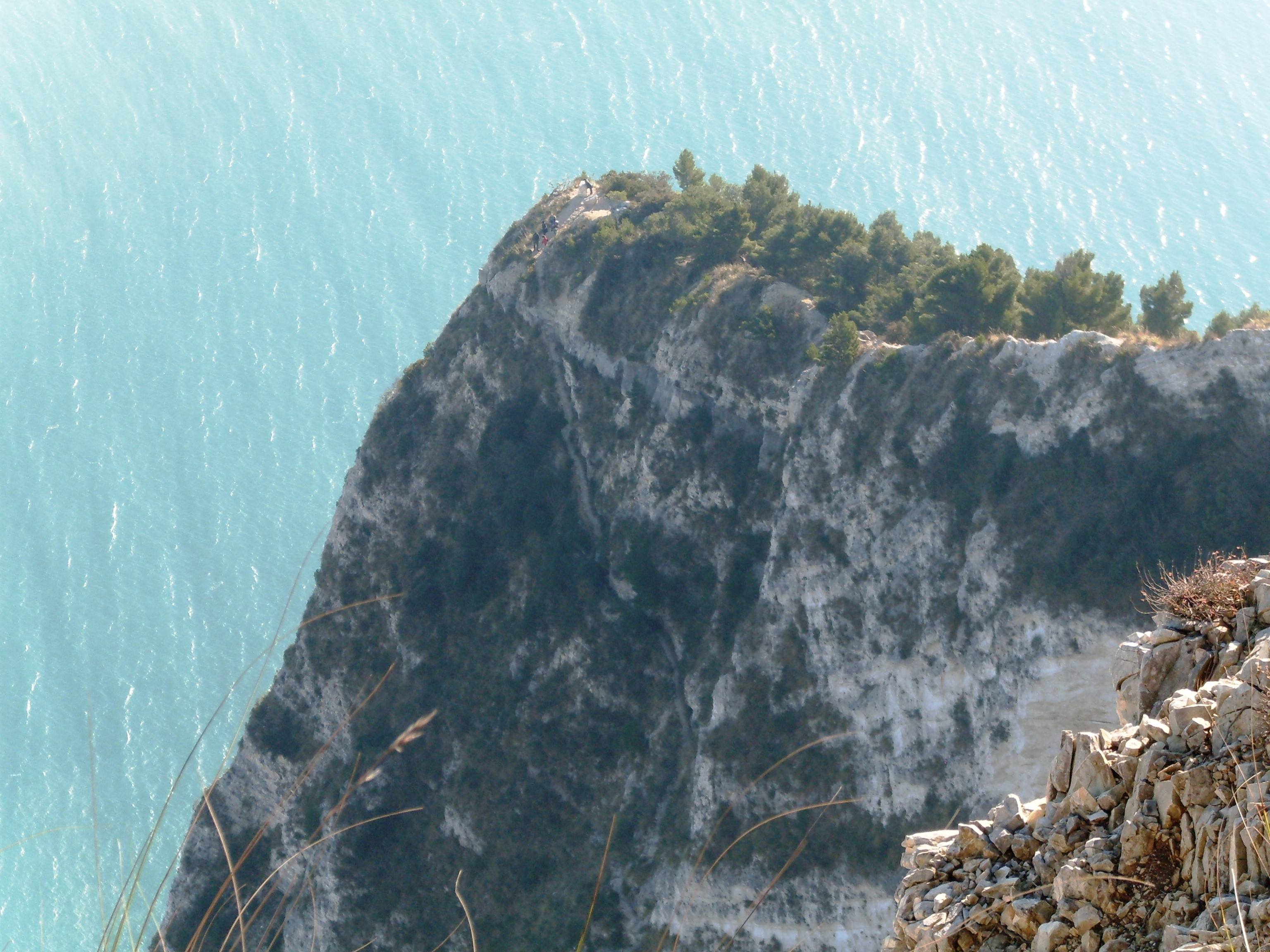
Passo del Lupo - escursionisti per l'impegnativo sentiero
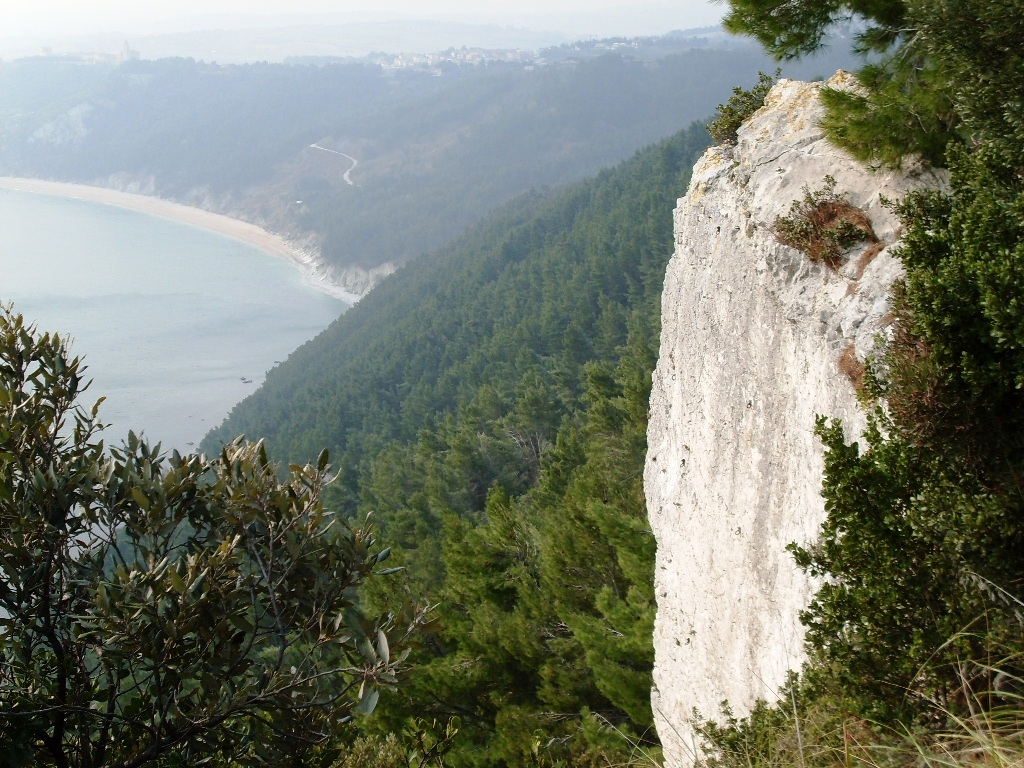
Passo del Lupo - vista Sud
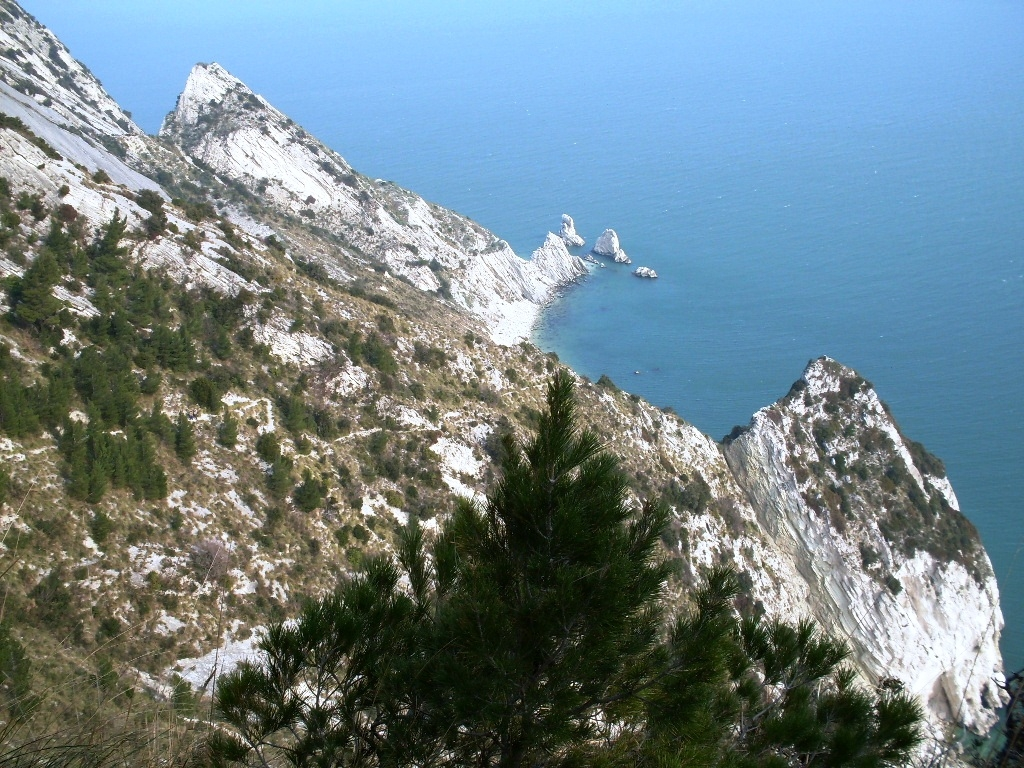
Passo del Lupo - vista Nord
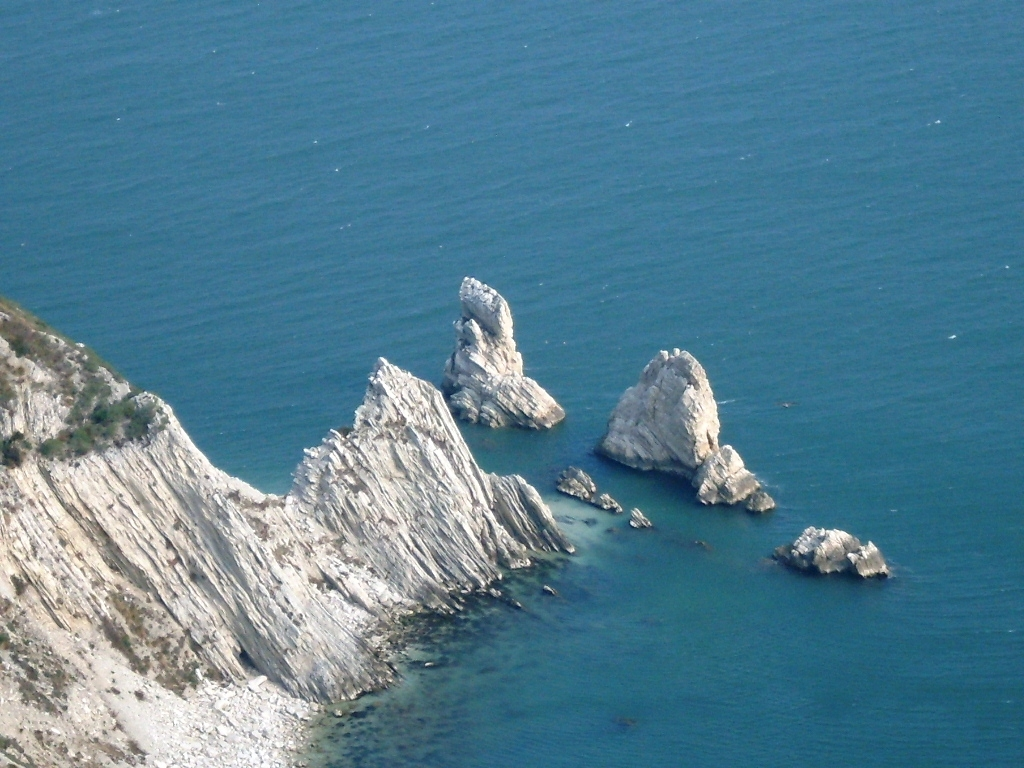
Passo del Lupo - Vista scogli Le due Sorelle
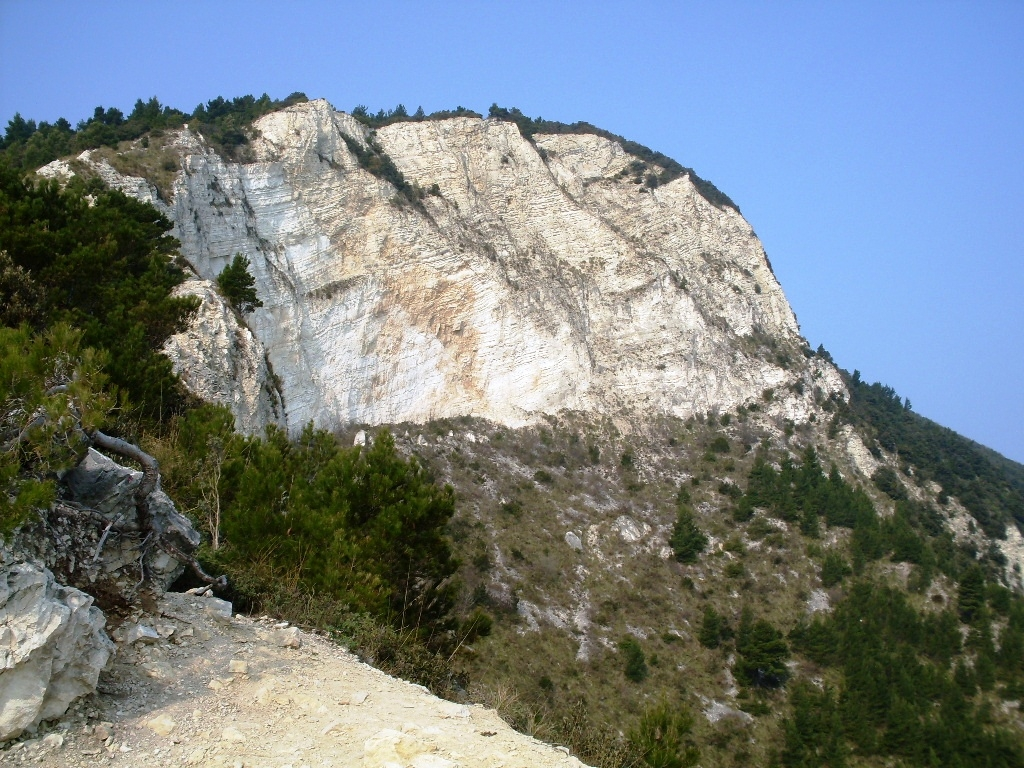
Monte Conero dal Passo del Lupo

#### Itinerario n°6 - Stradone di Sant'Andrea
L'itinerario parte nei pressi di Massignano in una curva con un vasto spiazzo per parcheggiare le auto ed una fontana.
È un percorso facile e piacevole che permette di raggiungere il Pian di Raggetti e ricongiungersi ad altri sentieri.
Seguono in successione alcune foto del percorso dall'inizio fino alla fine.

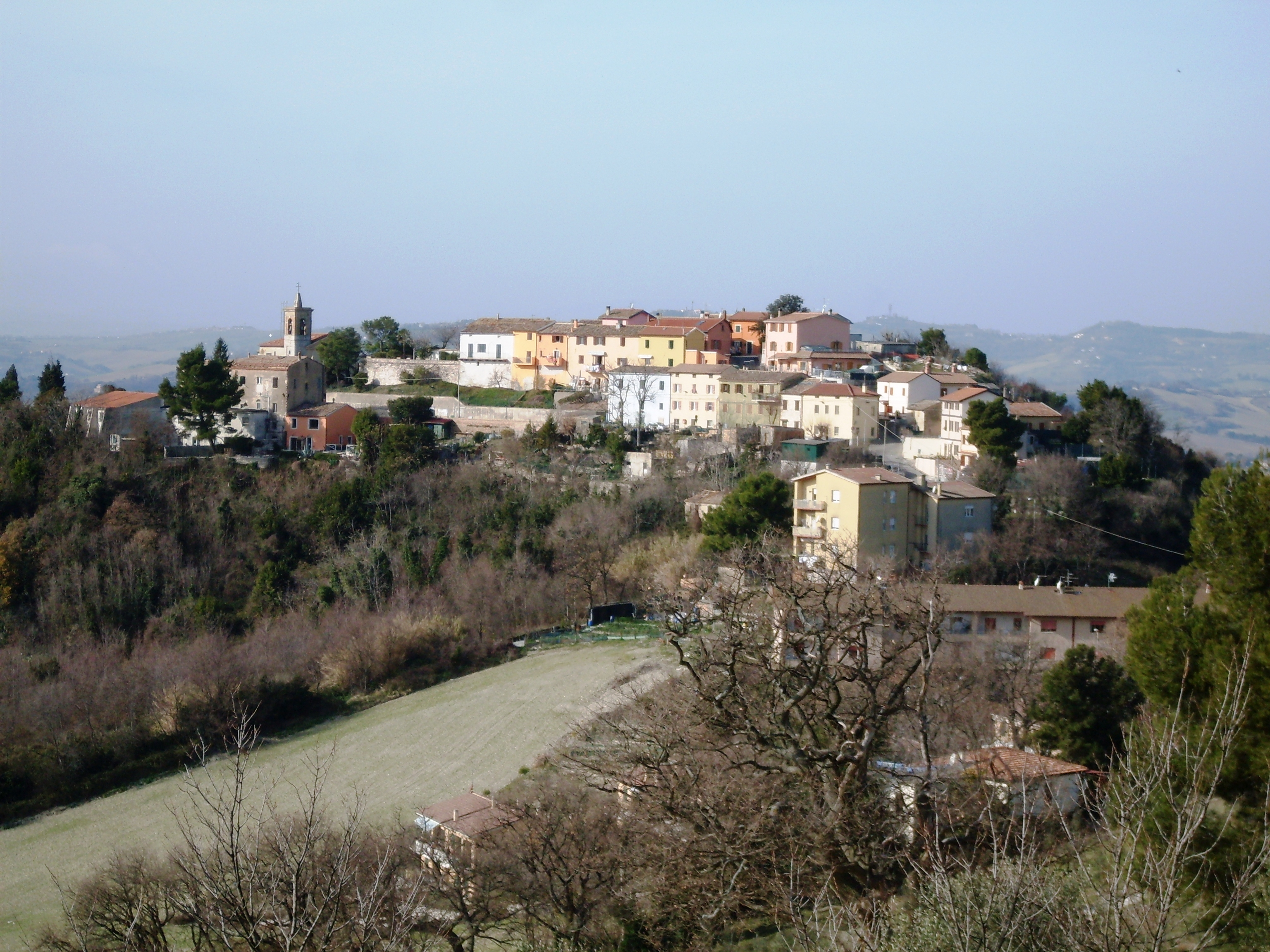
Massignano - frazione di Ancona
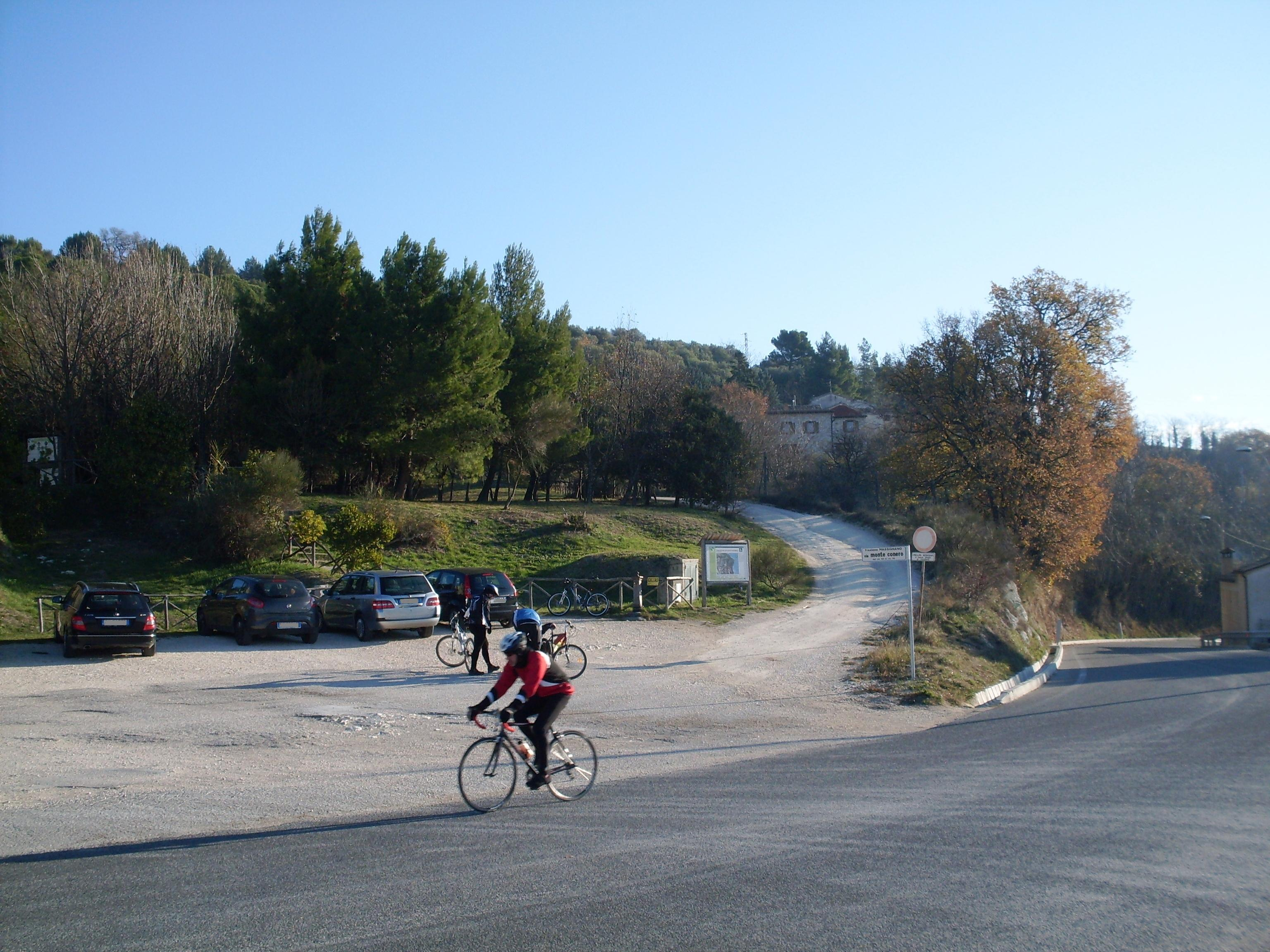
Spiazzo e parcheggio per il sentiero a destra nella foto
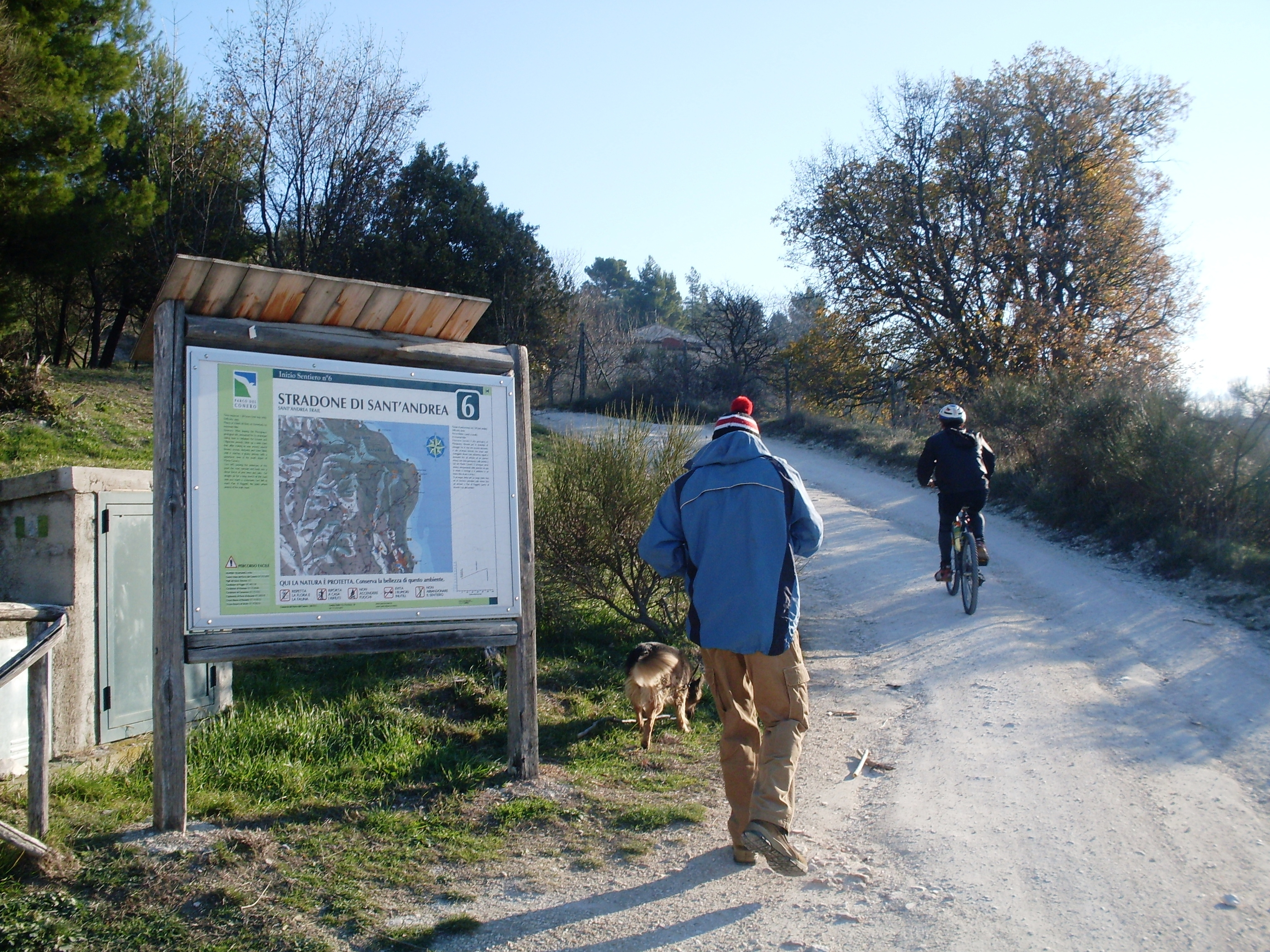
Tratto iniziale dello stradone di Sant'Andrea (sentiero n° 6)
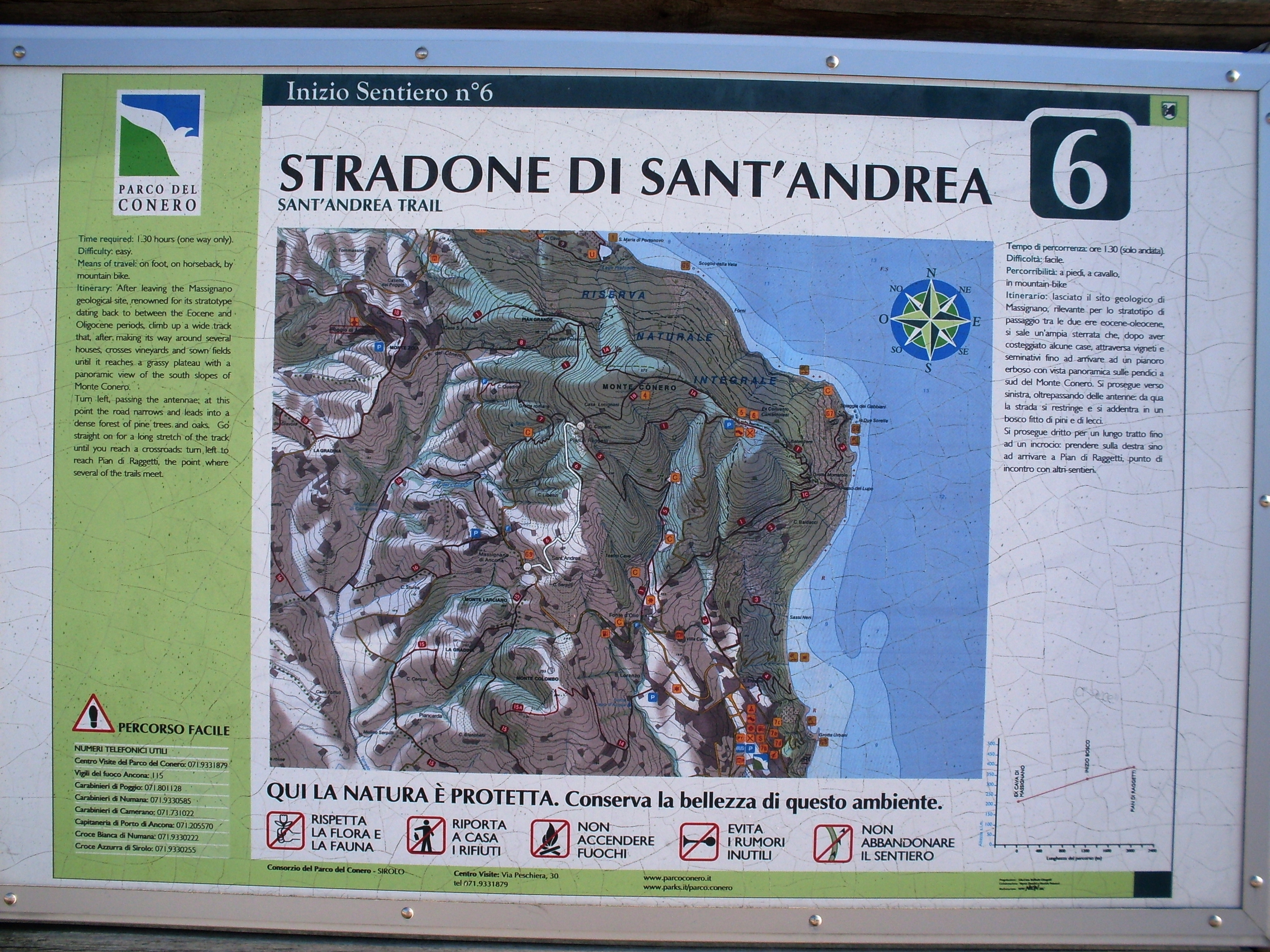
Stradone n° 6 cartello
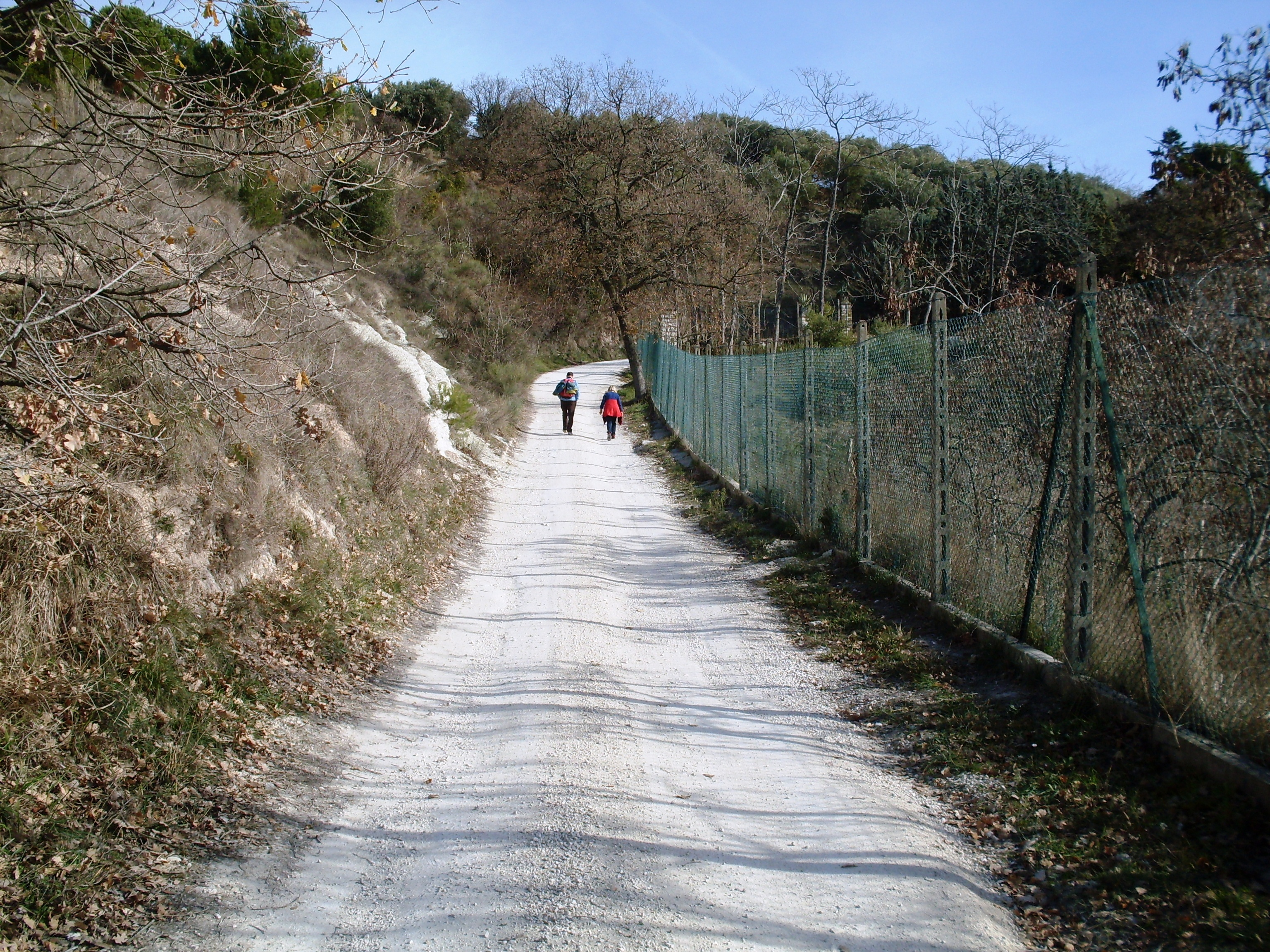
Inizio dello stradone n° 6
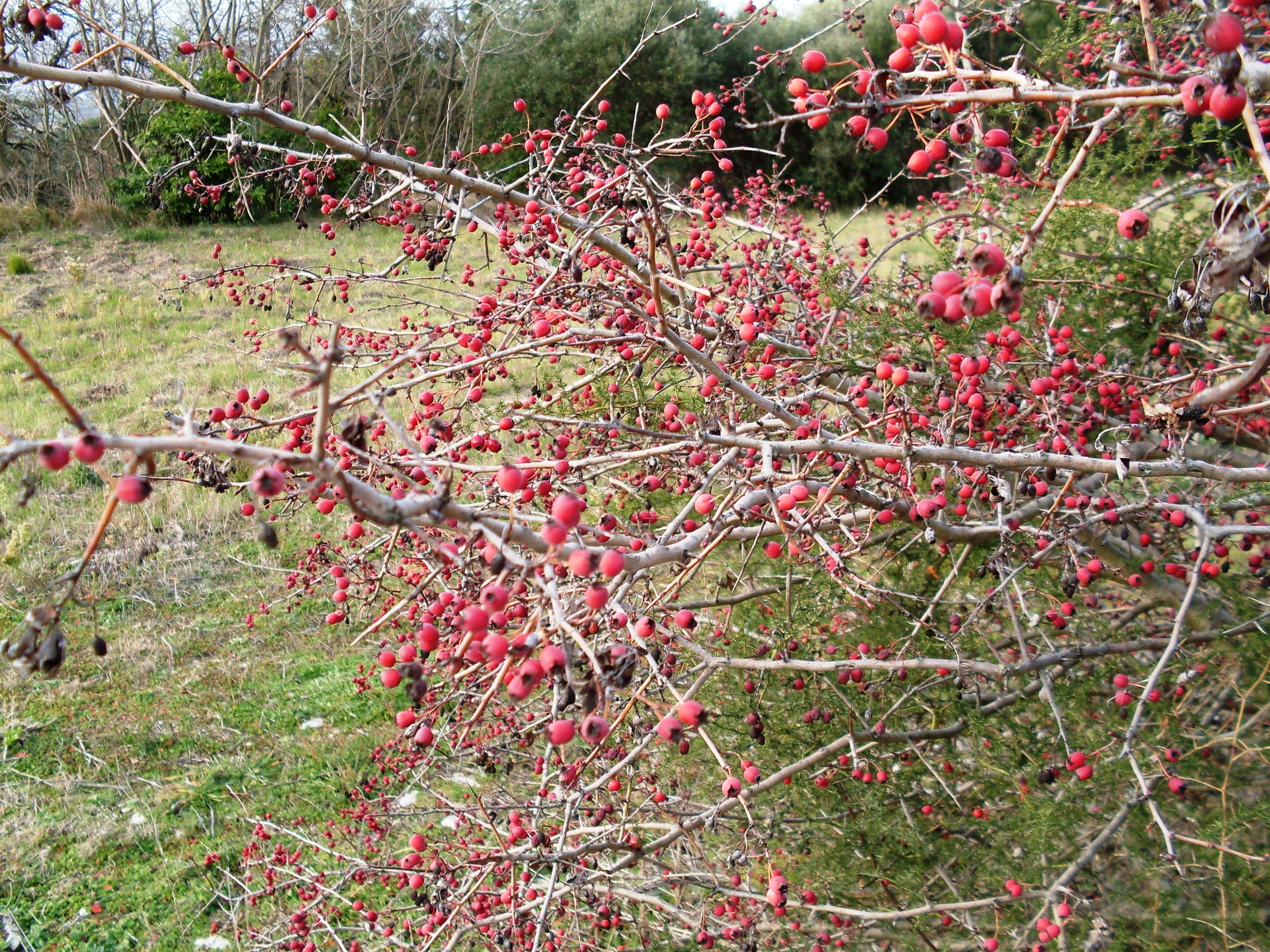
Flora dello stradone
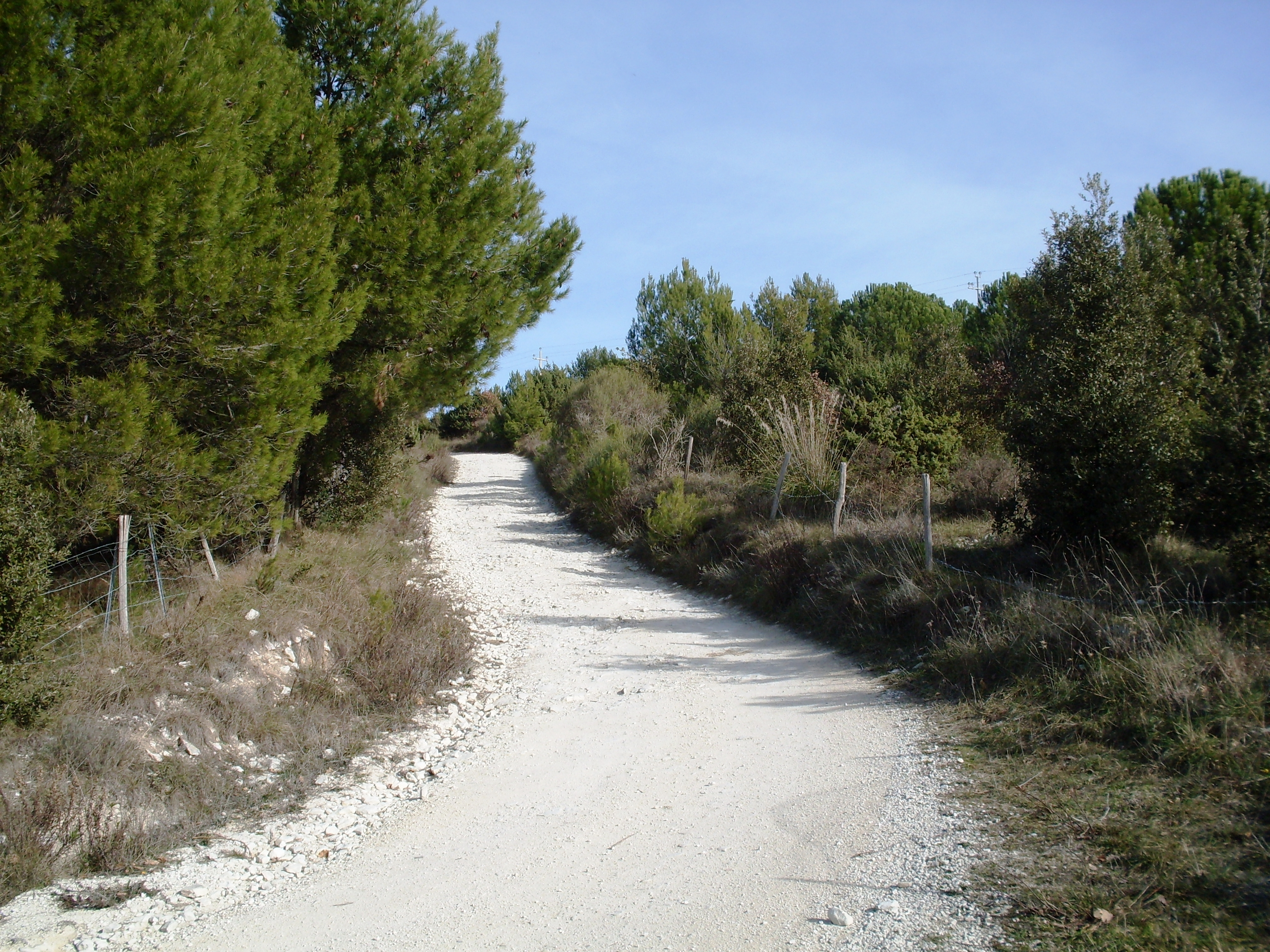
Lo stradone sale

#### Itinerario n°7 - Le Grotte Romane e la cava nascosta
L'itinerario parte dalla strada provinciale del Conero, dopo avere superato il campo sportivo del Poggio in direzione Sirolo, ma è possibile visitare le Grotte anche da altri sentieri sotto il Pian di Raggetti.

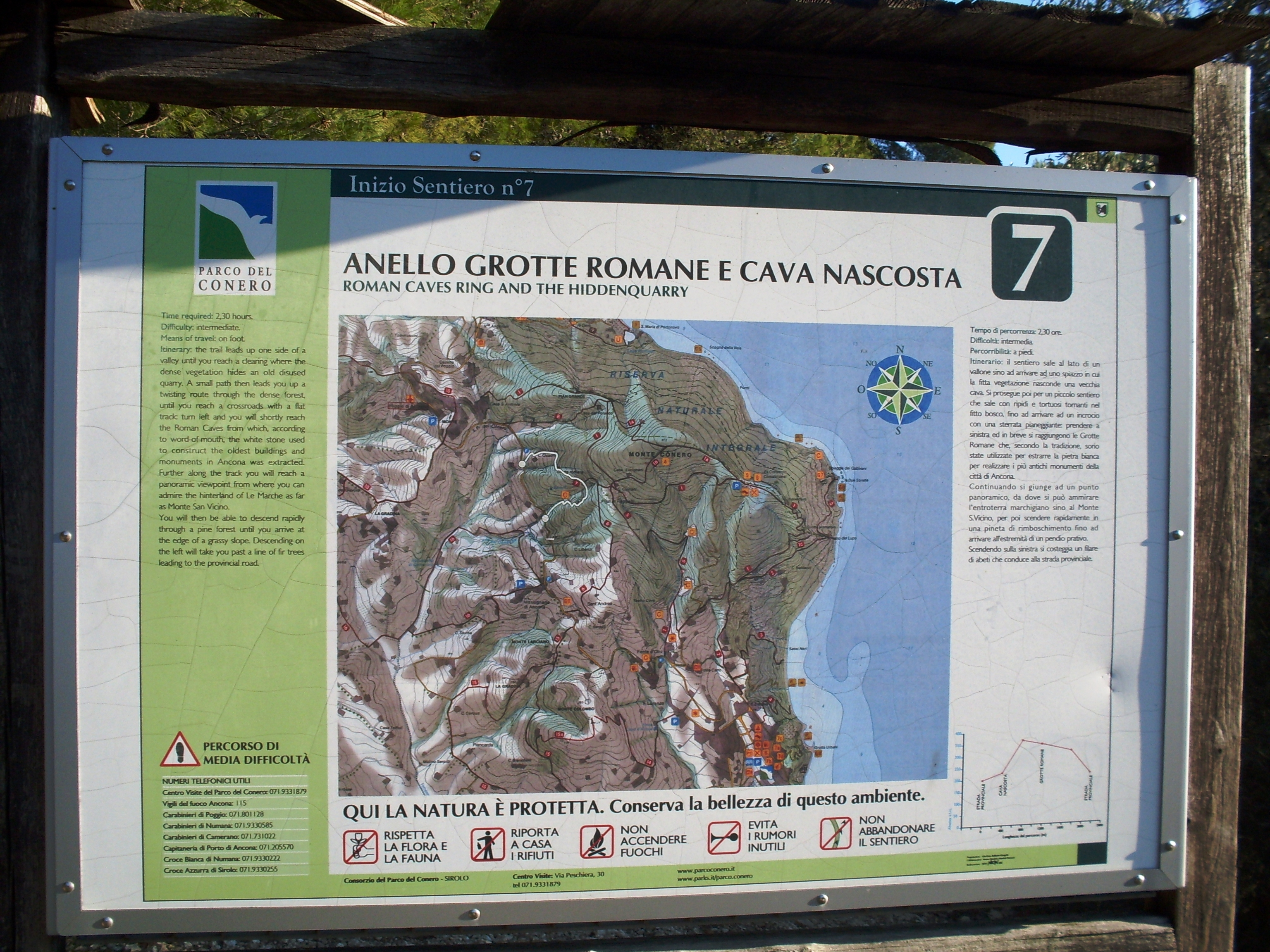
Cartello sentiero Grotte Romane
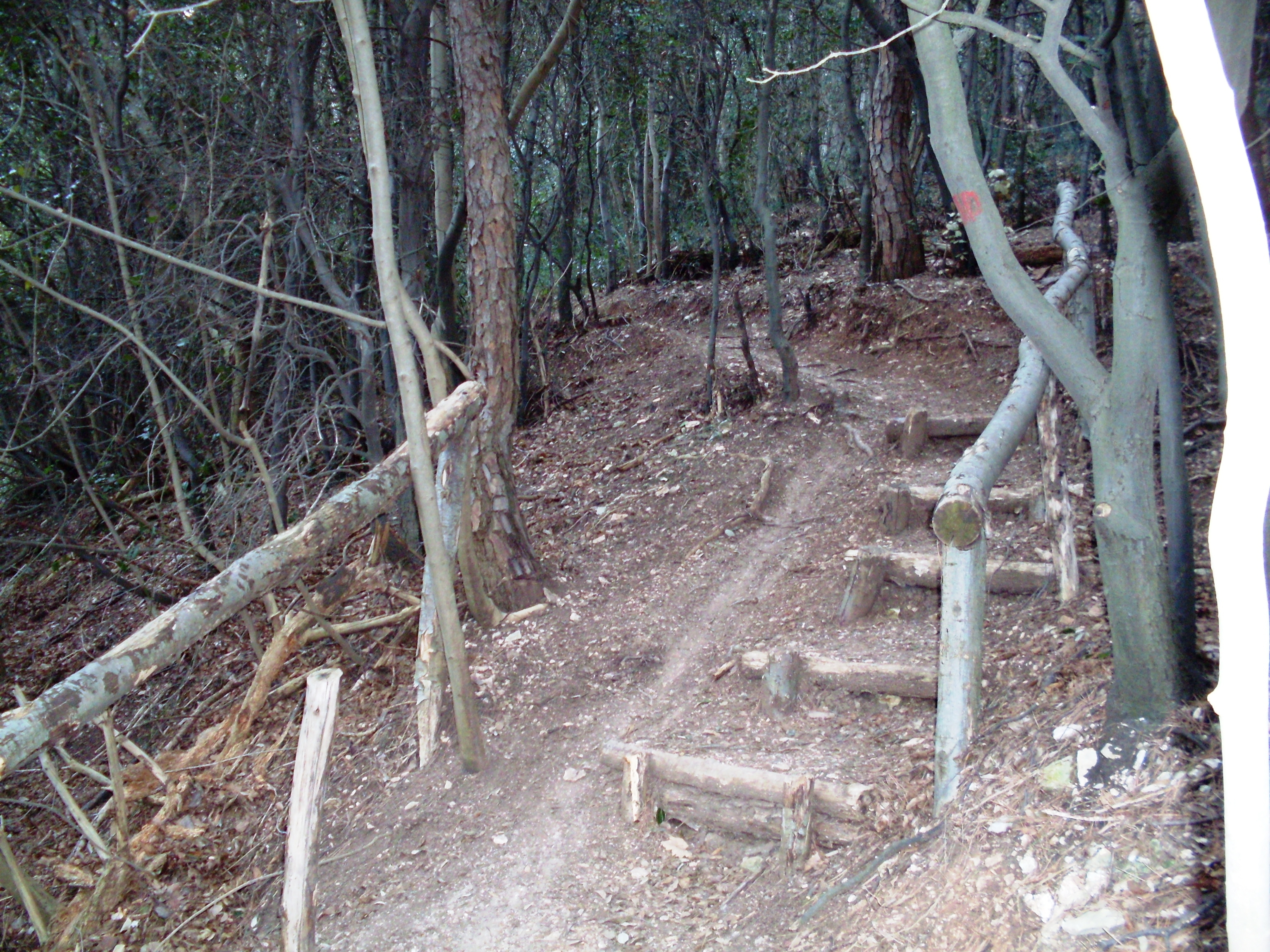
Verso le Grotte Romane
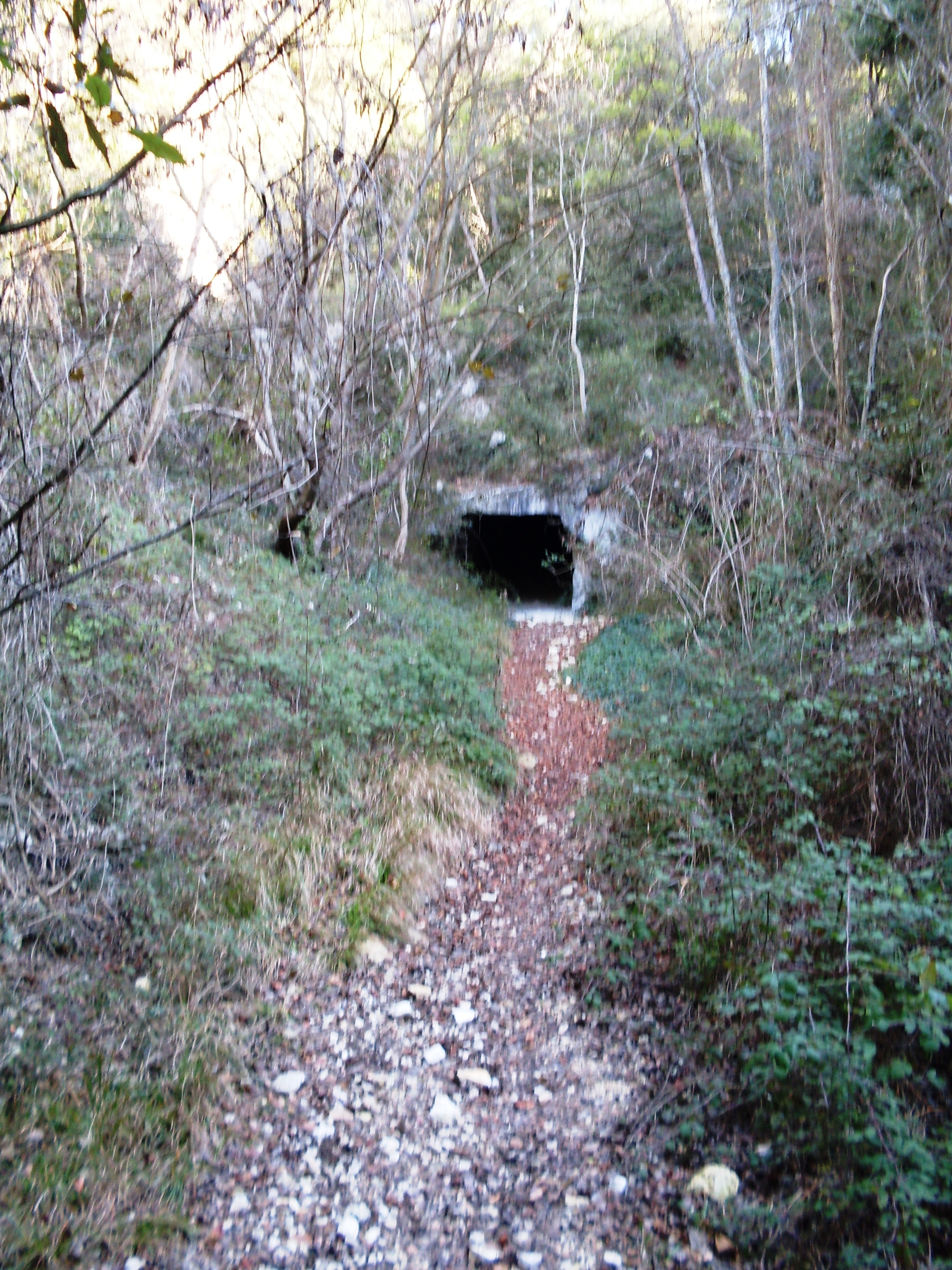
sentiero per le Grotte Romane
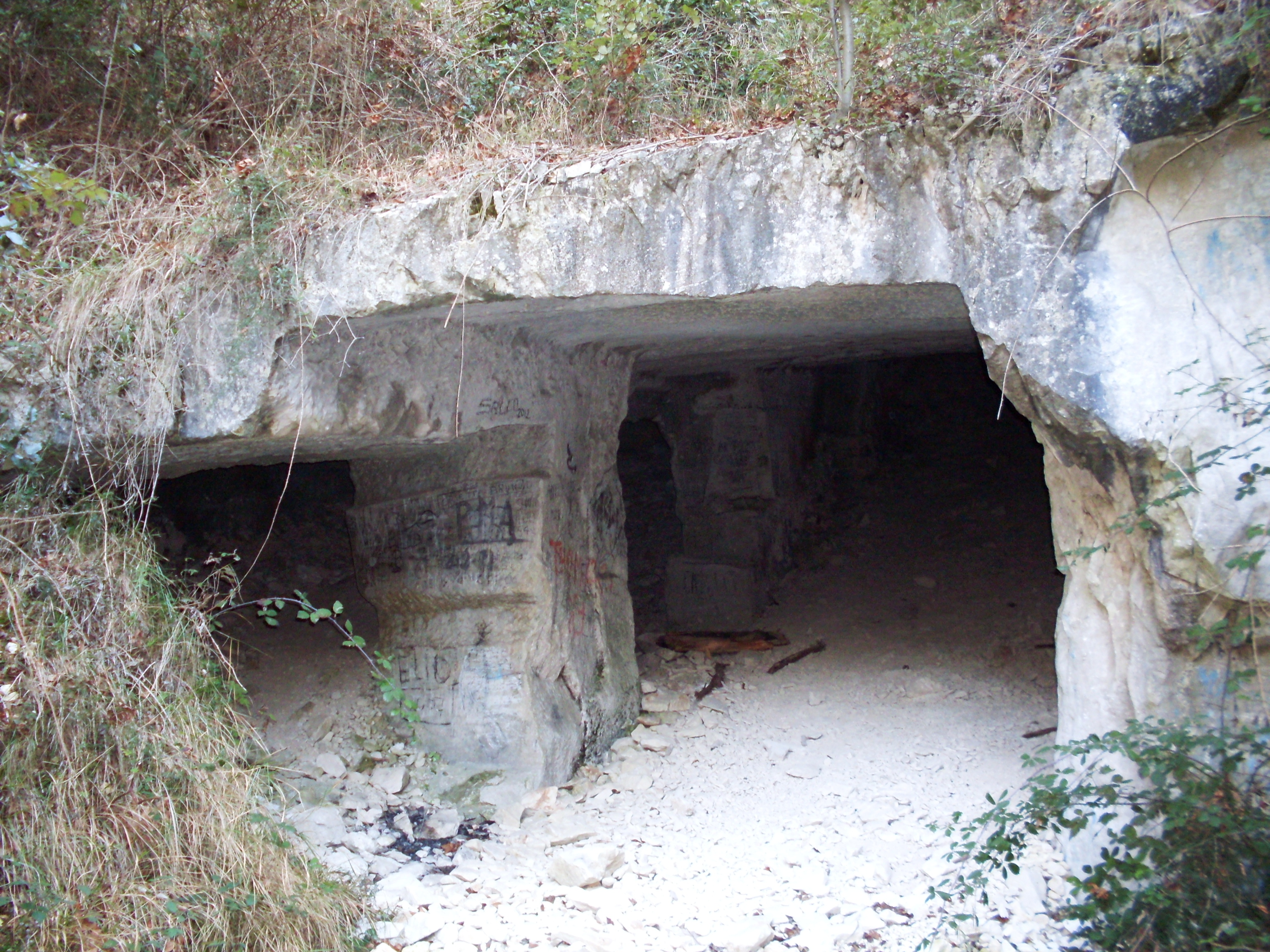
Grotte romane ingresso
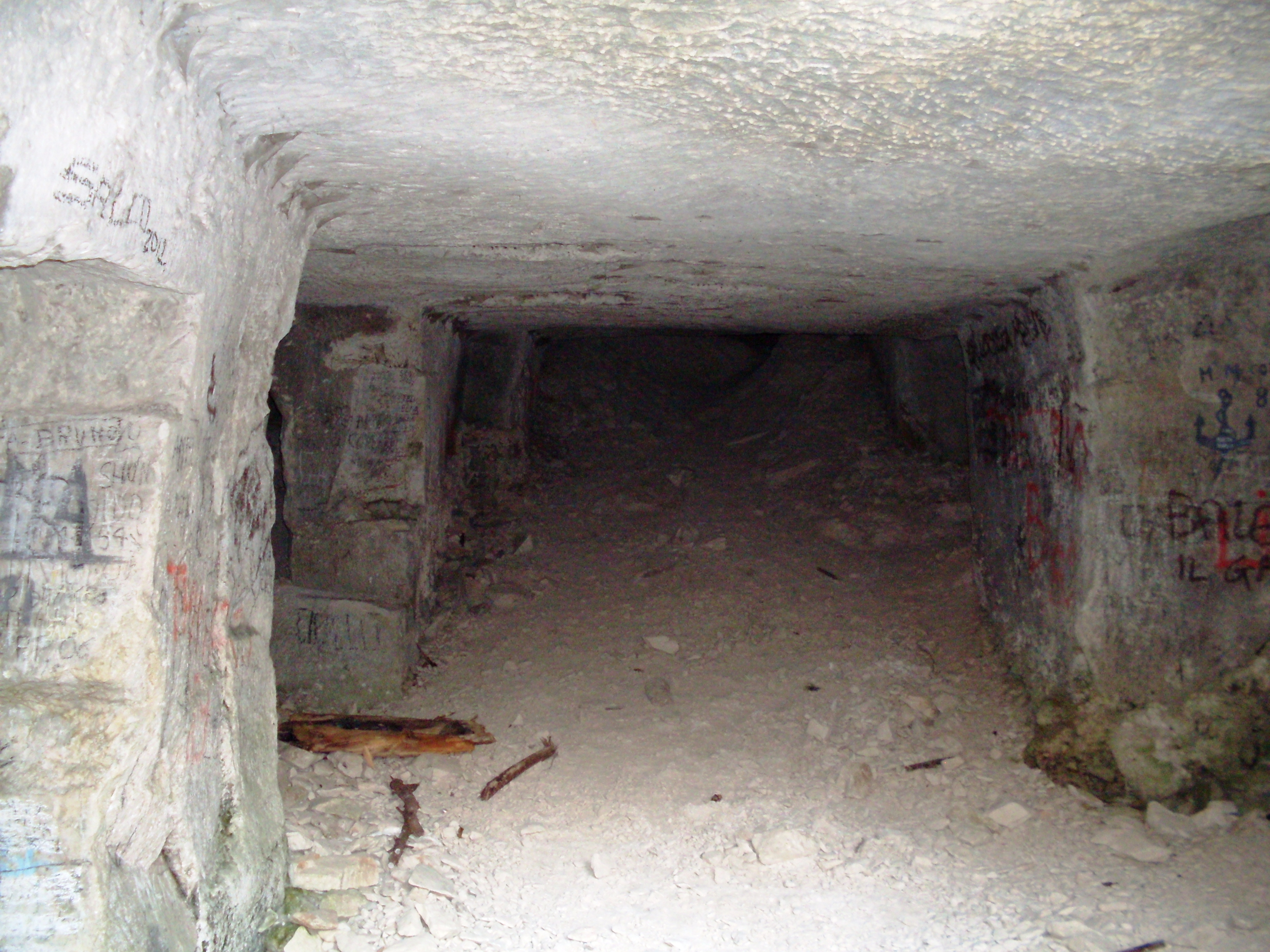
Grotte romane corridoio centrale
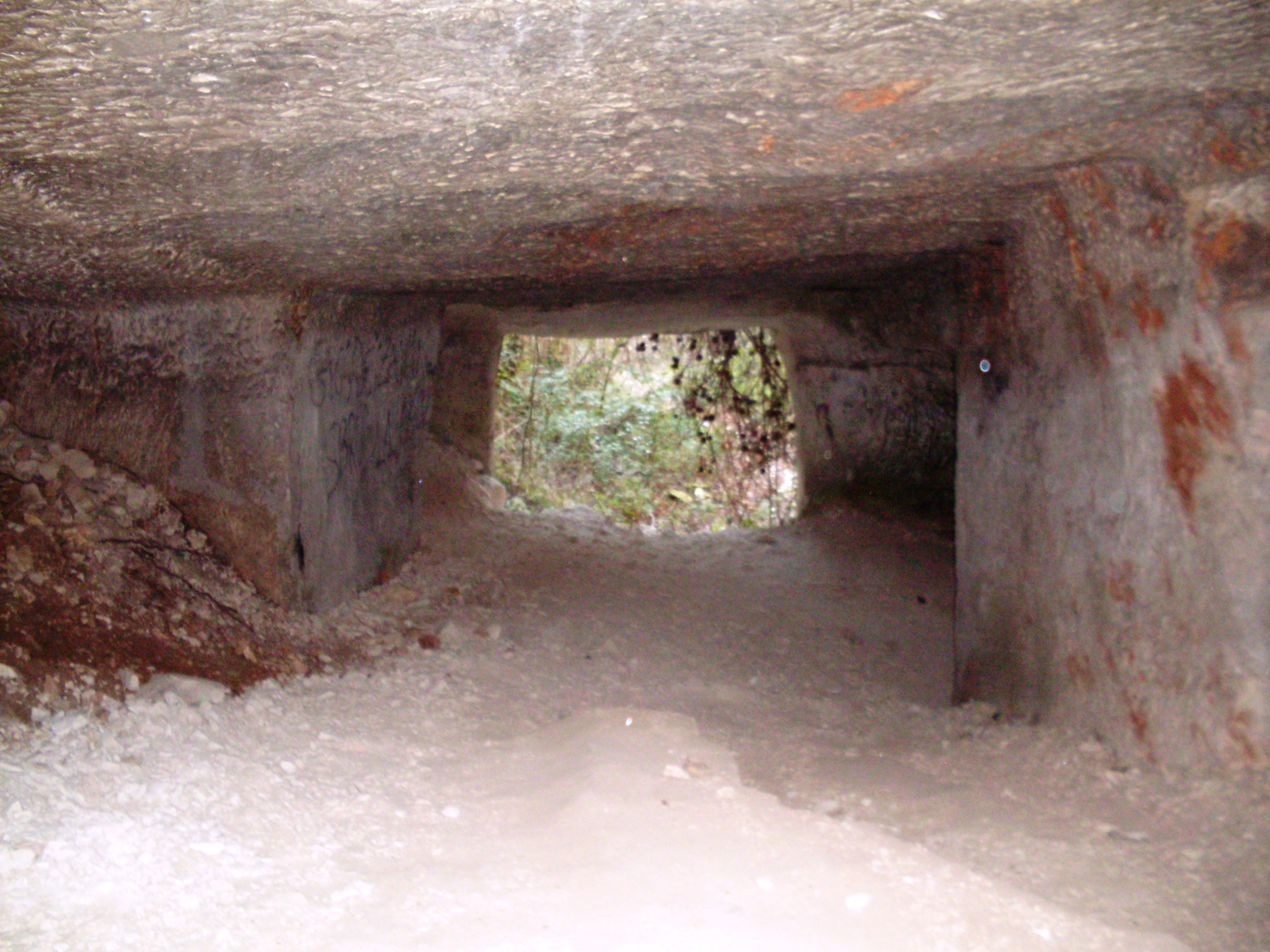
Grotte romane uscita

#### Itinerario n° 13 - Le Valli di Pietralacroce
Tra i luoghi naturalistici più interessanti del Parco del Conero ci sono le valli di Pietralacroce, ai margini del centro abitato di Ancona; sono affacciate sui dirupi della costa alta e sono ricoperte da una fitta vegetazione mediterranea. Alcuni punti panoramici permettono di ammirare begli scorci sul promontorio del Conero e sui rioni della città costruiti sopra le falesie; quattro sentieri conducono alle scogliere naturali sottostanti, caratterizzate dalla presenza delle grotte scavate dai pescatori, nei secoli scorsi, alla base delle rupi.
L'Ente Parco ha deciso nel 2012 di comprendere nel suo itinerario ufficiale nº 13 i percorsi che attraversano le valli della Fonte, della Selva e della Scalaccia, riconoscendo il valore naturalistico della zona.

### Arrampicata
Sulle rupi a picco sul mare, presso gli scogli delle Due Sorelle, è possibile praticare l'arrampicata su vie di roccia le cui difficoltà variano dal 2º al 5º grado, e una in particolare con passaggi che giungono al 9°. Il regolamento del Parco prevede che per percorrere le vie incluse nell'area di riserva integrale sia necessaria l'autorizzazione dell'Ente.

### Parapendio

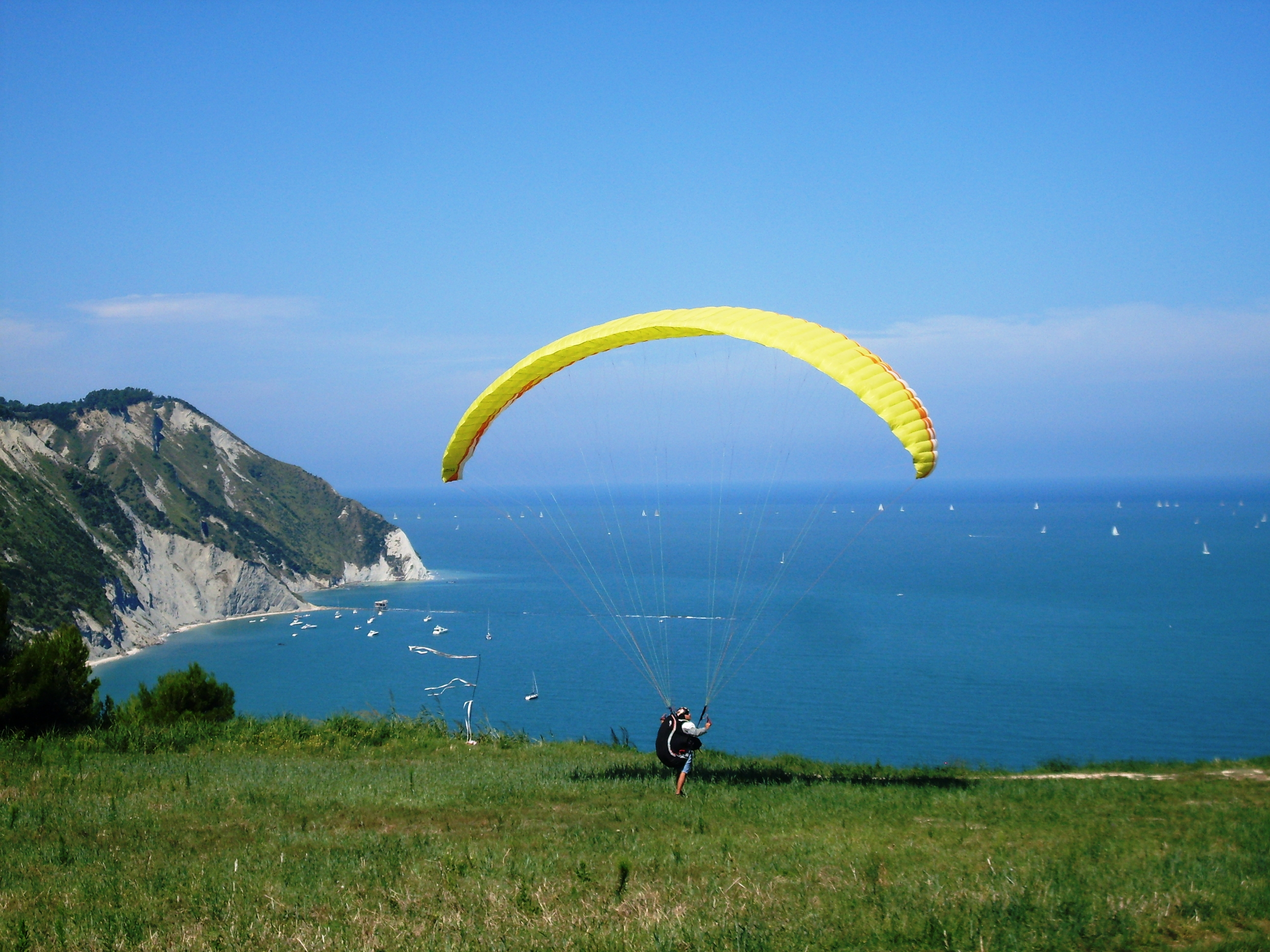
Parapendio pronto al decollo Portonovo (AN) 2014

Il Conero offre un'opportunità anche agli amanti del volo libero. Decollando sopra la spiaggia di Mezzavalle i parapendisti hanno la possibilità di spostarsi e godersi il panorama da Ancona fino allo scoglio delle Due Sorelle. Nella maggior parte dei voli sul Conero c'è la possibilità di vedere la Croazia.
Nel 2013, dopo alcuni atterraggi sbagliati,
un'ordinanza del presidente del Parco aveva imposto il divieto di proseguire l'attività in attesa dell'esito di una valutazione di incidenza ambientale.
L'ordinanza è stata revocata nel successivo marzo 2014.

### Galleria fotografica - parapendio sopra la spiaggia di Mezzavalle
Foto di parapendii a Portonovo (AN) durante la Regata del Conero il 5 settembre 2014

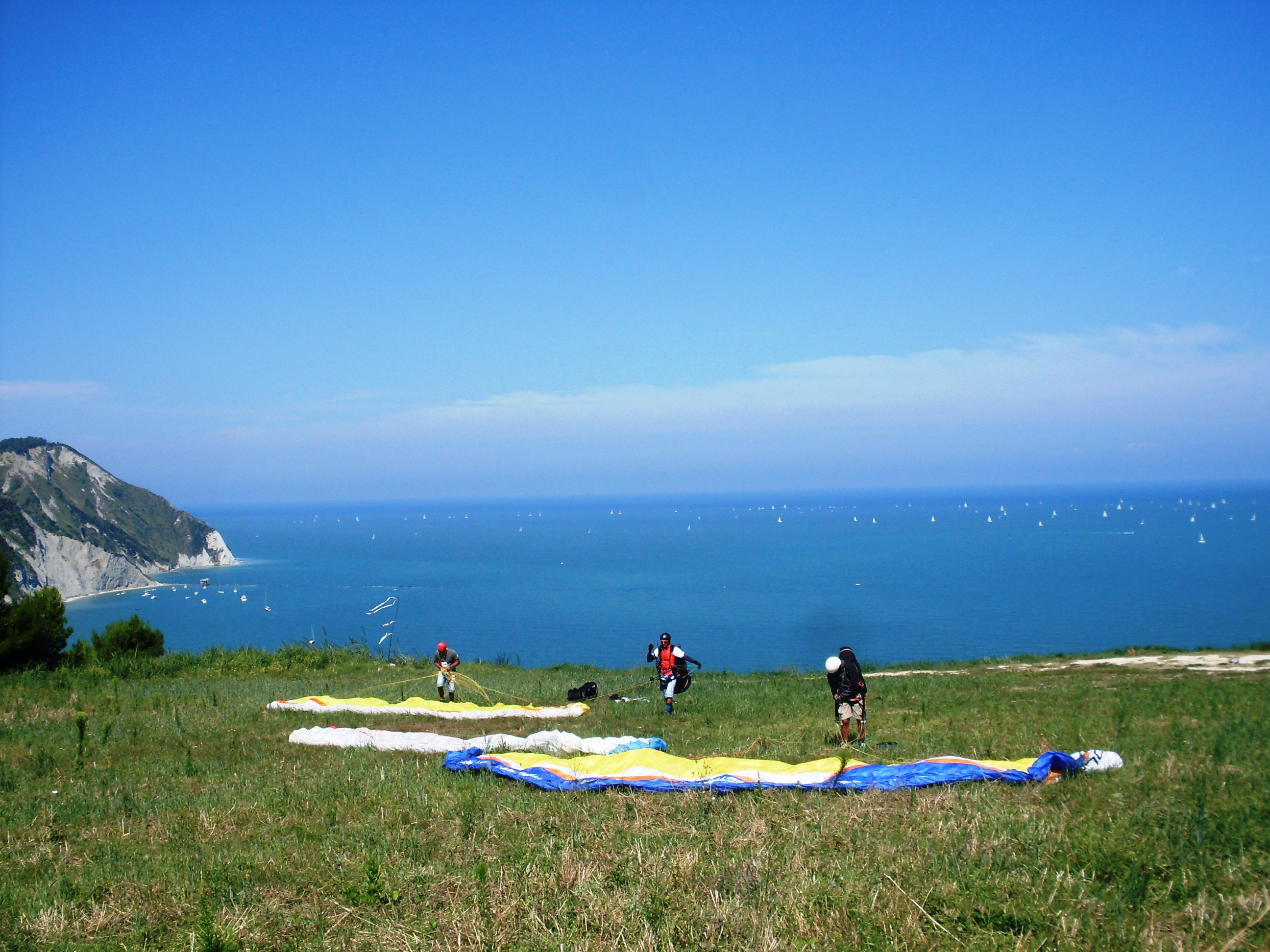
Parapendio preparazione al volo Portonovo (AN)
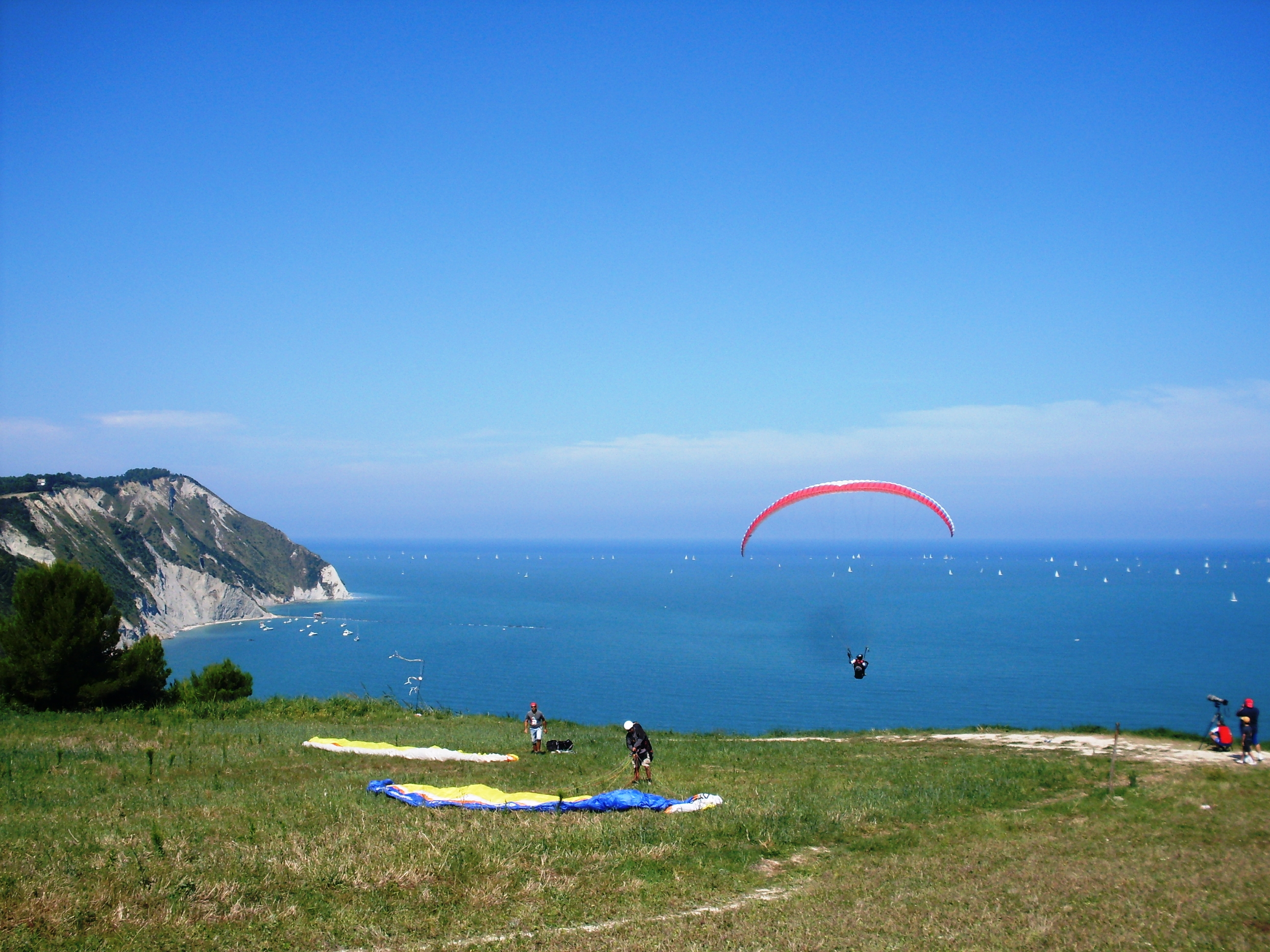
Parapendio Portonovo (AN) 2014
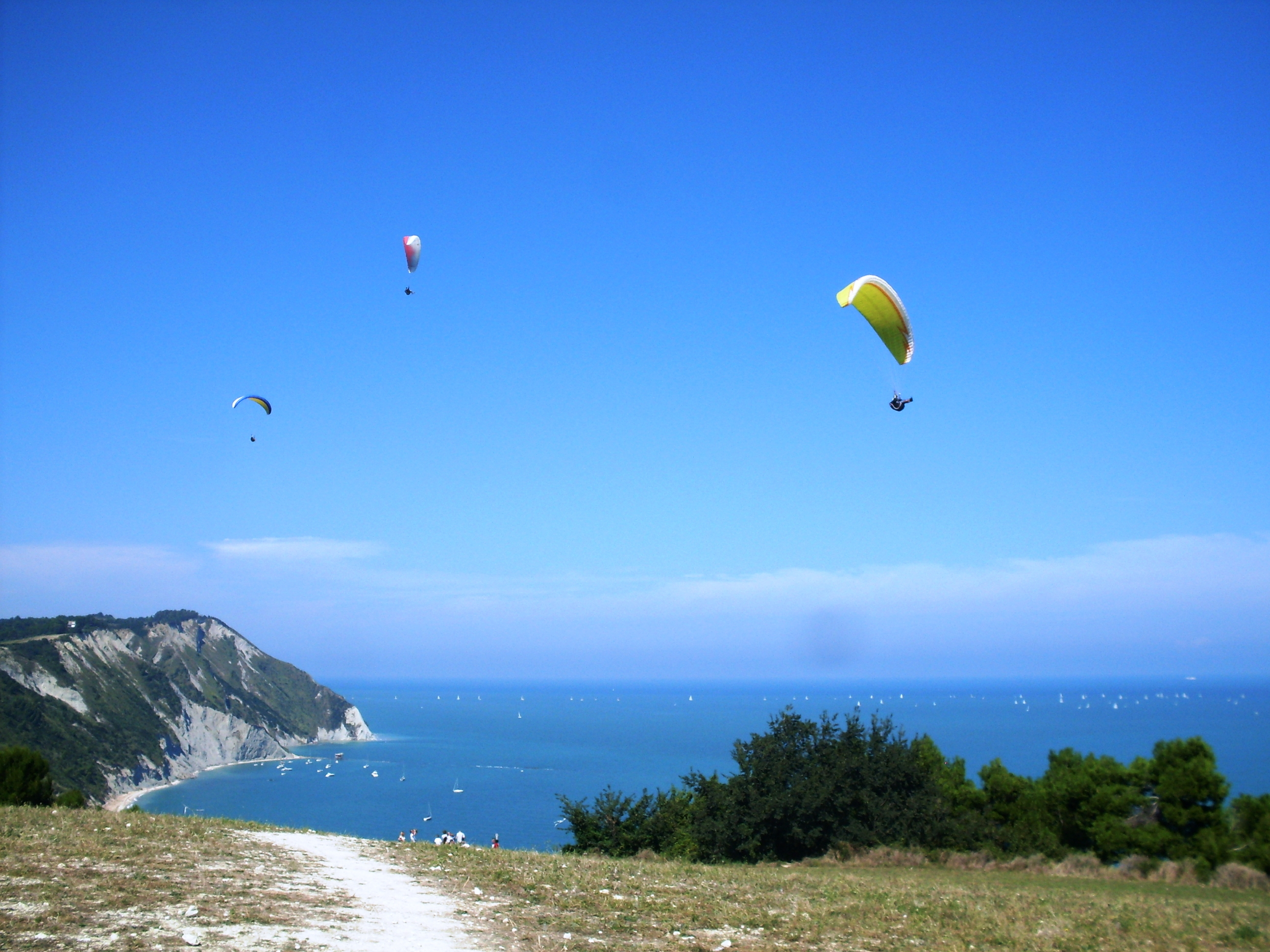
Parapendio in gruppo Portonovo (AN) 2014
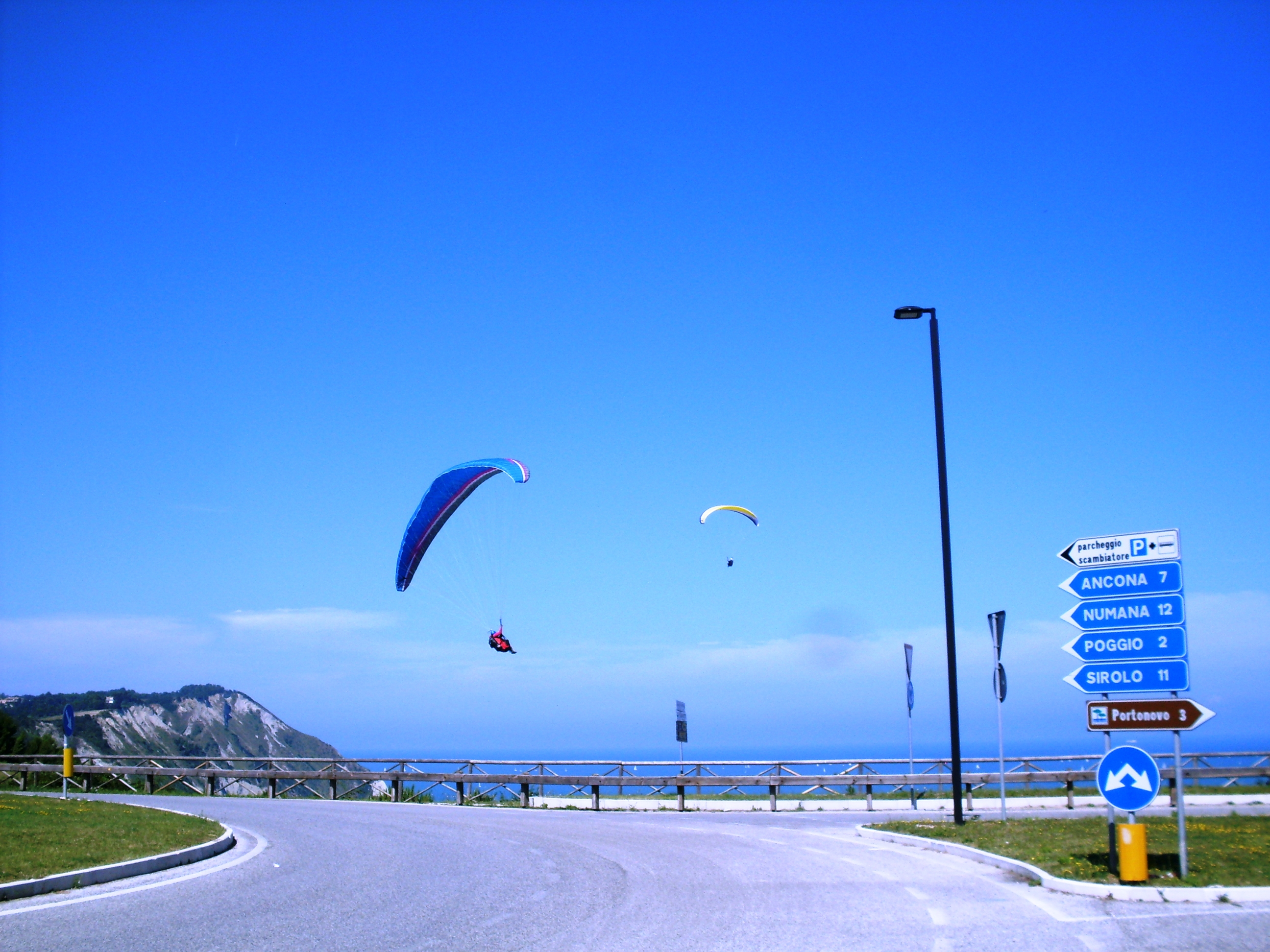
Parapendio atterraggio Portonovo (AN) 2014

### Mountain bike

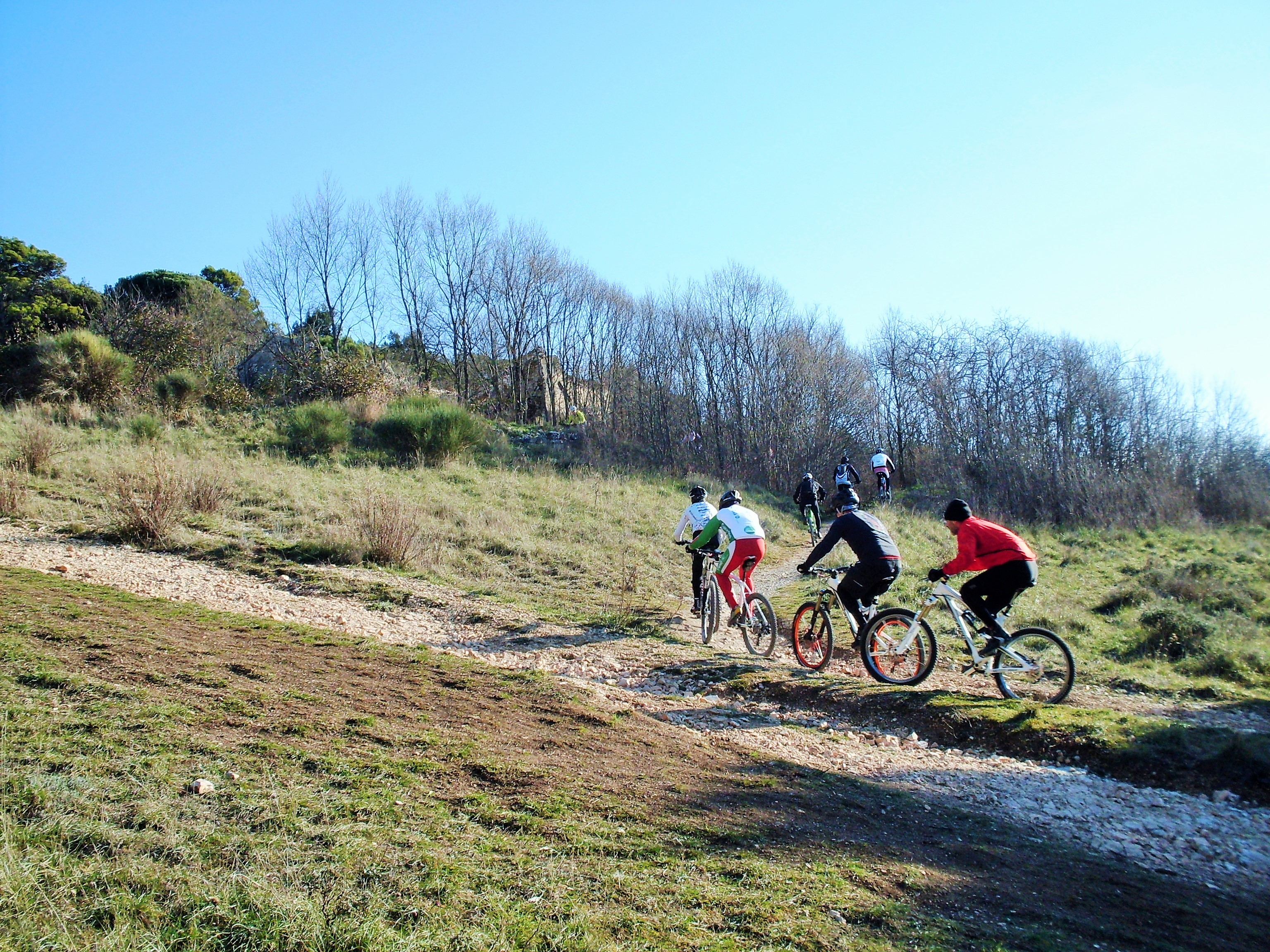
Monte Conero ciclisti sopra Pian di Raggetti

A partire dagli anni '90 il Conero è diventato un punto di riferimento per i praticanti della mountain bike della zona. La comunità di "biker" è andata espandendosi di pari passo con la popolarità di questo sport e comprende appassionati dei vari modi di viverlo: il cross country (con varie associazioni sportive nei comuni limitrofi e gare ufficiali), il cicloescursionismo ed anche freeride più estremo (organizzati in maniera meno formale).
Molti dei sentieri percorsi da questi ciclisti non sono quelli ufficiali del Parco, secondo il cui regolamento sono i soli (e neanche tutti) percorribili in mountain bike. Al contrario, si tratta in molti casi di sentieri ufficialmente vietati alle biciclette ma esistenti già prima dell'istituzione del Parco, e costituiscono una tale fitta rete che ha indotto nel tempo a generare una ricca toponomastica. Un tentativo di organizzare univocamente i nomi è stato fatto su OpenStreetMap.
Un comodo punto di ritrovo per chi preferisce raggiungere direttamente il monte in macchina è il parcheggio del campo sportivo del Poggio (43°33′08.28″N 13°35′08.38″E).

### Snorkeling e immersione sportiva
Pur non essendo parte del Parco, il mare che esso ha di fronte offre l'opportunità di praticare snorkeling e immersione sportiva. Scuole e centri sub della zona permettono di visitare lungo la costa gli scogli frequenti e a volte spettacolari come quello del Trave e quelli delle Due Sorelle, ed anche alcuni relitti come quello del Potho o della Nicole, che offrono rifugio alla fauna marina del medio Adriatico.

### Altre attività
Altre attività comprendono il surf, windsurf e kitesurf praticati in particolare a Portonovo, e il golf.